# Geografia dels Països Catalans

Territoris dels Països Catalans

Els Països Catalans són una entitat lingüística que abasta quatre zones diferenciades administrativament. Avui en dia estan repartits en quatre estats (Espanya, França, Itàlia i Andorra) i es considera que abasten una superfície de 70.520 quilòmetres quadrats. La gran majoria del territori és a la costa del llevant de la península Ibèrica, entre els Pirineus Catalans i el riu Segura. Part del territori s'estén també pel sud-est de França a l'Alta Cerdanya, Capcir, Rosselló i Vallespir. Paradigmàticament els Països Catalans inclouen la immensa majoria de Catalunya (excepte la Vall d'Aran que es considera domini lingüístic de l'aranès), la totalitat d'Andorra, la part costanera del País Valencià, la Franja de Ponent i la comarca del Carxe, la Catalunya Nord, que rau entre l'estany de Salses i la serra de les Corberes al nord i els Pirineus al sud; l'arxipèlag de les Balears, a més de les illes adjacents al territori peninsular (com les illes Columbretes i la de Tabarca); i finalment, la ciutat de l'Alguer, a l'illa de Sardenya.
Des d'un punt de vista orogràfic els Països Catalans no mantenen una relació coherent sinó que s'estenen al voltant del mar Balear. Tanmateix, la cohesió d'aquests territoris no es comprèn completament si no es veu com a relicte de l'expansió baix medieval de la Corona d'Aragó i el desplaçament o mort dels habitants de les zones conquerides i posterior repoblament amb habitants del Principat de Catalunya. El catalanisme s'ha encarregat de divulgar i potenciar la idea d'una unitat lingüística (el català) i territorial (els Països Catalans). Nogensmenys aquesta unitat, que no pas uniformitat, ha de ser tinguda en compte des d'un punt de vista sociològic o lingüístic i no pas com una unitat administrativa; i presa amb prudència en el sentit orogràfic.

## Geografia de Catalunya

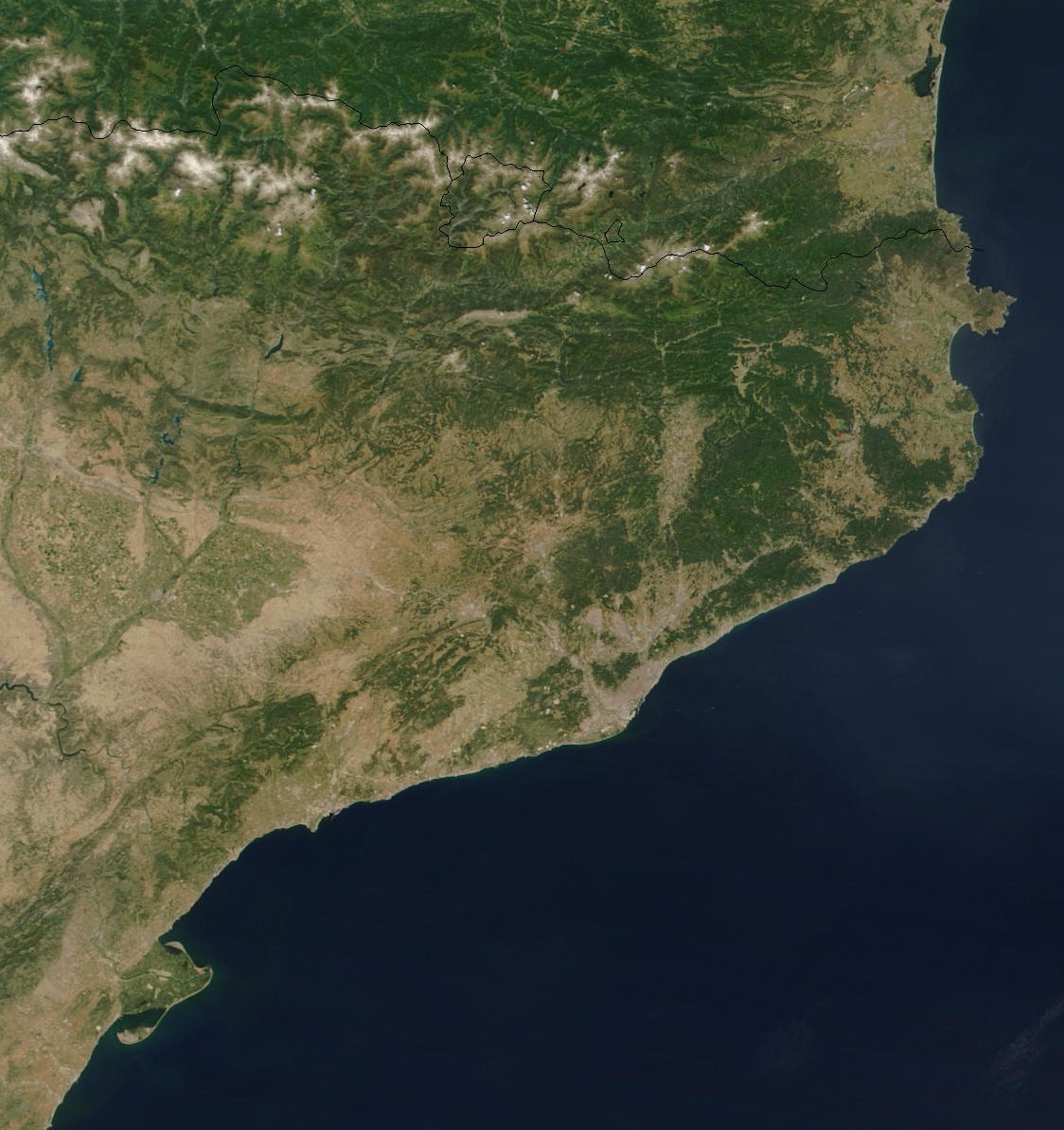
Imatge de satèl·lit de Catalunya

Catalunya té una superfície aproximada de 32.000 km². Limita al nord amb Andorra (65,3 km) i França—el Departament dels Pirineus Orientals—(315 km), a l'oest amb l'Aragó (359,9 km), al sud amb la Comunitat Valenciana (52,9 km) i a l'est amb el mar Mediterrani. La seva situació geogràfica ha afavorit, des de temps medievals, una relació propera i intensa amb la resta dels països mediterranis i alhora amb l'Europa continental.
Aproximadament el 28,7% del sòl de Catalunya es dedica als conreus; el 15,7% són prats i pastures, l'1% correspon a rius; el 43,4% a boscos, el 6,7% a àrees urbanes o urbanitzables, i el 4,6% a altres activitats no especificades.

### Topografia
Catalunya té una diversitat geogràfica molt marcada, tenint en compte la superfície relativament petita del seu territori. La geografia està condicionada pel litoral mediterrani, aquest, amb 580 quilòmetres de costa, i les grans unitats de relleu dels Pirineus al nord. El relleu català presenta, a grans trets, tres unitats morfoestructurals generals:
- els Pirineus: la formació muntanyosa que connecta la península Ibèrica amb el territori continental europeu, i situats al nord de Catalunya;
- el Sistema Mediterrani Català o les Serralades Costaneres Catalanes: una alternança d'elevacions i planes paral·leles a la costa mediterrània; i
- la Depressió Central Catalana: unitat estructural que configura el sector oriental de la Vall de l'Ebre.

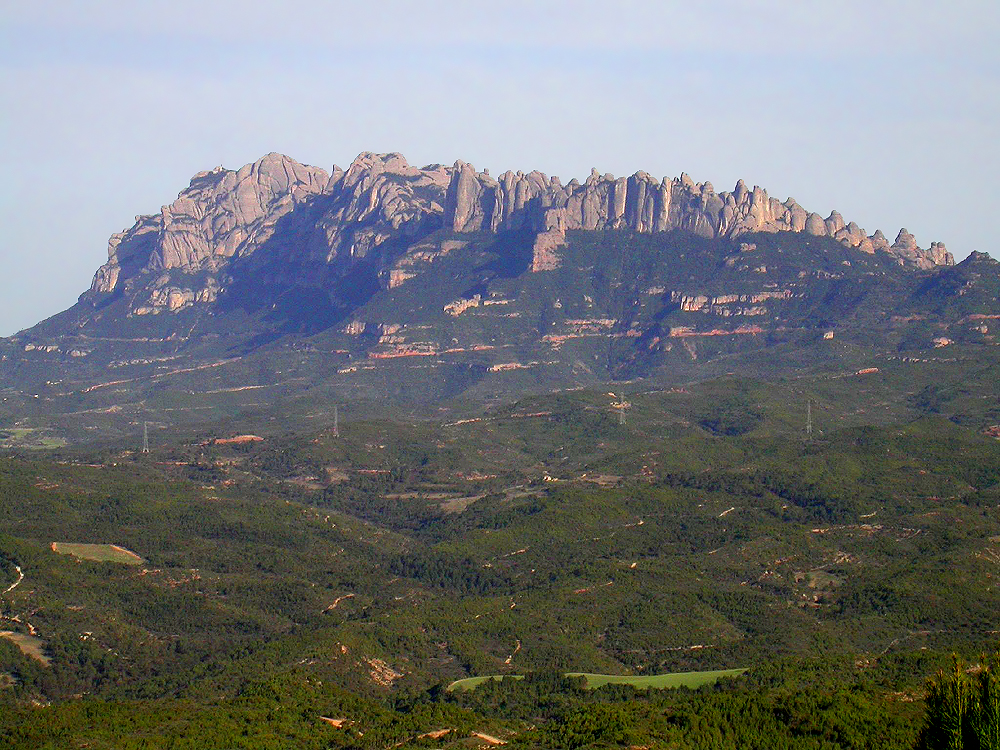
Montserrat

Els Pirineus catalans representen gairebé la meitat, en longitud, de tot el Pirineu, ja que s'estén per més de 200 km. Tradicionalment s'ha diferenciat el Pirineu Axial, el principal del Prepirineu (meridional al territori català) i que són formacions muntanyoses paral·leles a les serralades principals però amb altituds menors, menys escarpades i d'una formació geològica diferent. Ambdues unitats són més amples a l'occident que no pas a l'orient, on es presenten els pics més elevats. L'elevació més alta de Catalunya, que es troba al nord de la comarca de Pallars Sobirà, és la Pica d'Estats amb 3.143 m, seguida del Puig Cedrós (2.914 m) i el Puigmal (2.910) tots dos en la frontera amb França. Al Preprineu hi destaquen diverses serralades com la serralada del Cadí o la de Pedraforca.
El Sistema Mediterrani Català té la seva base en dues serralades més o menys paral·leles amb la costa, en una orientació del nord-oest cap al sud-oest. Aquestes dues serralades són la Serralada Litoral i la Serralada Prelitoral. La Serralada Litoral és de menor extensió i amb altituds menors, mentre que la Serralada Prelitoral és major tant en extensió com en altitud. Dins el sistema es troba una sèrie de terres planes, les entitats majors de les quals formen la Depressió Litoral i la Depressió Prelitoral. La Depressió Litoral se situa a l'est de la Serralada Prelitoral cap a la costa. La Depressió Prelitoral, per contra, se situa a l'interior, entre les dues serralades, i constitueix la base de les terres planes del Vallès i el Penedès. Altres planes majors són la Depressió de la Selva i la Plana de l'Empordà, majoritàriament a les comarques de la Selva i l'Alt i el Baix Empordà respectivament. Finalment, el Sistema també inclou la Serralada Transversal, que són formacions tardanes al nord de la Serralada Prelitoral i amb contacte amb els Pirineus i Prepirineus que originen altituds mitjanes i volcans a l'àrea de la Garrotxa.
La Depressió Central Catalana és una plana situada entre els Pirineus i la Serralada Prelitoral. Les comarques del sud de la província de Lleida i les centrals de Barcelona ocupen aquest territori. Les terres de la Depressió se situen entre els 200 i els 600 m d'altitud. Les planes i les aigües que descendeixen dels Pirineus han fet que el territori sigui fèrtil pels camps de conreu i s'hi han construït nombrosos canals d'irrigació.

### Hidrografia

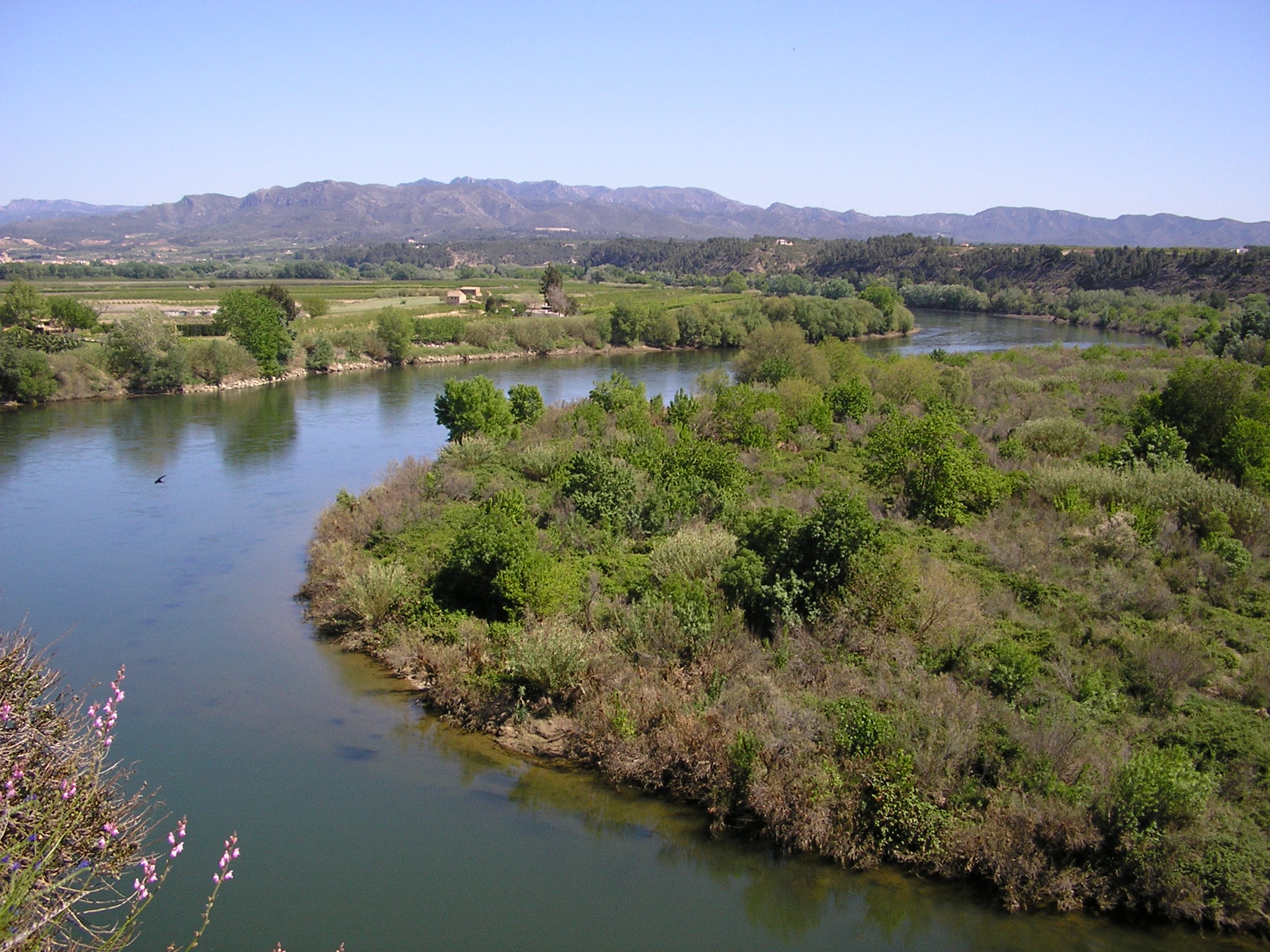
L'Ebre a Miravet

Gairebé la totalitat de Catalunya pertany a la conca mediterrània. La xarxa hidrogràfica catalana està integrada per dues conques hidrogràfiques importants, la de l'Ebre i les conques internes de Catalunya, totes desguassant al Mediterrani. A més, hi ha la conca del Garona que desemboca a l'oceà Atlàntic, però només abasta l'1,73% del territori català.
La xarxa hidrogràfica es pot dividir en dos sectors, un de vessant occidental o de l'Ebre i un de vessant oriental format per rius menors que desemboquen al Mediterrani al llarg del litoral català. El primer aporta una mitjana de 18.700 hm3/any, mentre que la segona només aporta una mitjana de 2.020 hm3/any. La diferència és deguda a la gran aportació de l'Ebre, del qual el Segre és un important tributari. A Catalunya hi ha, a més a més, una relativa riquesa d'aigües subterrànies, tot i que també existeix la desigualtat entre comarques, atesa l'estructura geològica complexa del territori. Als Pirineus catalans hi ha molts estanys petits, restes de l'època glacial. El més gran és el de Banyoles.
La costa catalana és gairebé rectilínia, amb una longitud superior als 500 km i amb pocs accidents geogràfics—els més rellevants són el cap de Creus i el golf de Roses al nord, i el delta de l'Ebre al sud. On la Serralada Litoral se submergeix dins el mar, ho fa en dos segments, un entre l'Estartit i la població de Blanes (la costa Brava) i més al sud, les costes de Garraf.

### Clima

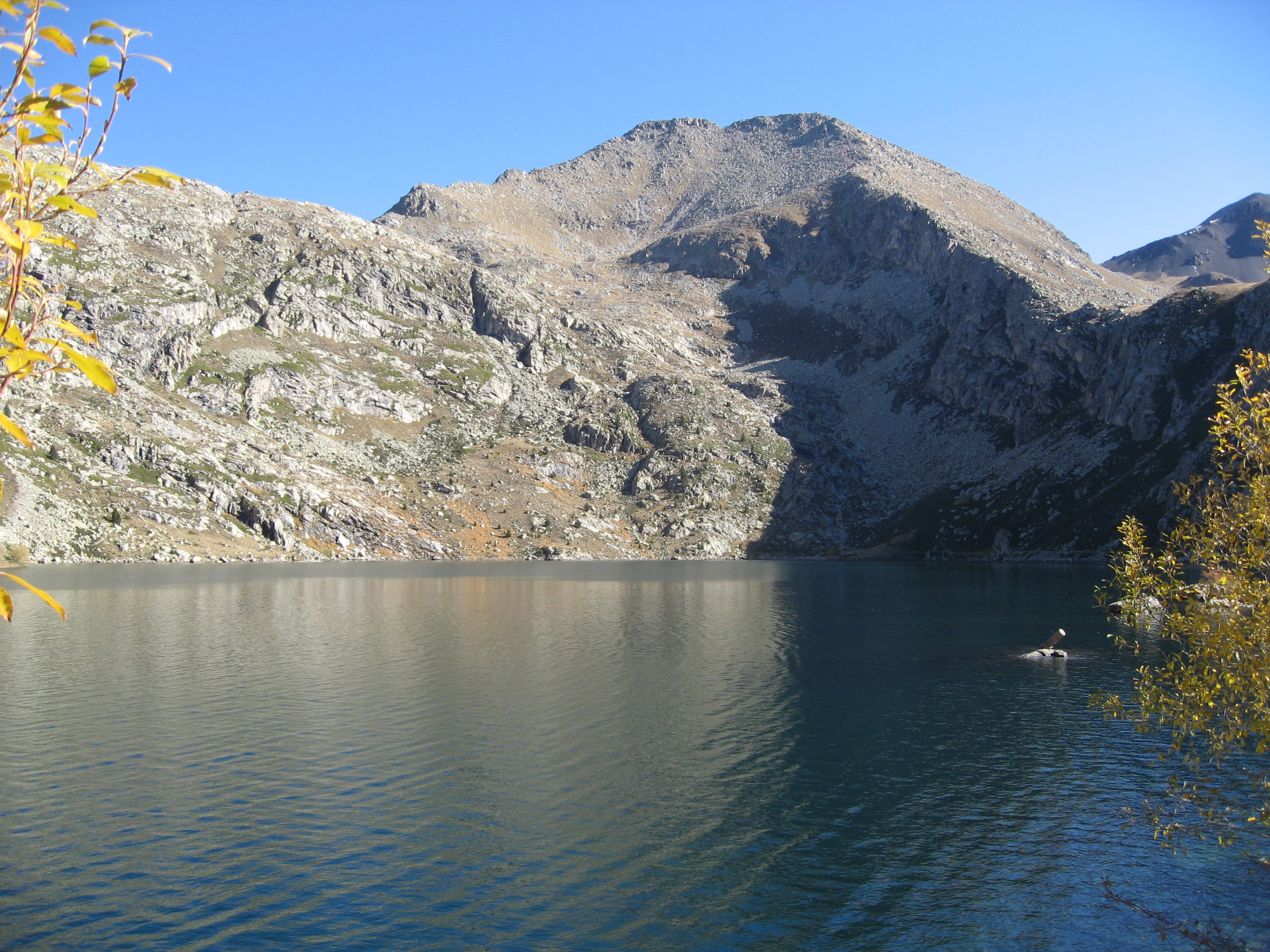
Estany Gento al Pirineu, on el 1956 hi va haver la temperatura més baixa enregistrada, fins ara, a la península Ibèrica.

Catalunya gaudeix d'un clima mediterrani temperat propi de la seva latitud a l'hemisferi septentrional. Tot i així, atesa la seva variada topografia, hi ha una diversitat de climes i trets particulars. Les temperatures mitjanes anuals oscil·len des del 0 °C als Pirineus, fins als 17 °C a la costa del sud; les temperatures màximes poden arribar als 43 °C (a les Garrigues), i les mínimes als -30 °C (als Pirineus).
Quant a la pluviositat, Catalunya pot dividir-se en dues regions:
- la Catalunya humida, integrada pels Pirineus, els Prepirineus, el Subpirineu i alguns illots muntanyosos de la serralada Prelitoral, on la pluviositat és superior als 700 mm anuals; i
- la Catalunya seca; la resta del territori, on la pluviositat és inferior als 700 mm anuals.

La pluviositat té una tendència equinoccial. Al mediterrani, els estius són secs i hi ha pluges primaverals. Als Pirineus, les precipitacions hi són abundants durant maig i juny, i els estius, en general, són humits.
En considerar tant les temperatures com la pluviositat, Catalunya es divideix en tres grans dominis climàtics:
- un de clima alpí (als alts Pirineus);
- un de clima atlàntic (a la conca de la Garona);
- i un de clima mediterrani (la resta del territori), que se subdivideix en una àrea de muntanya alta i una de muntanya baixa.

El clima de Catalunya és en general mediterrani encara que, durant l'hivern, hi ha una diferència notable de temperatures entre el litoral costaner (clima pròpiament mediterrani), amb temperatures mitjanes al voltant dels 10 °C i l'interior (per sota dels 1.000 m d'altitud) amb temperatures mitjanes hivernals entre 3 i 7 °C. Les temperatures d'estiu són més homogènies al voltant dels 25 °C a la costa i entre 21 i 25 a l'interior. El clima de muntanya es caracteritza per una disminució de la temperatura i un increment de les precipitacions tot això d'acord amb l'augment de l'altitud. A partir dels 1.500 metres es considera que comença el clima d'alta muntanya. La temperatura mitjana anual oscil·la entre els 17 °C del Delta de l'Ebre fins als 0 °C, o inferior, a partir dels 3.000 m d'altitud. Les temperatures extremes han estat de 43 °C Lleida i Igualada juliol de 1982, Montblanc el 4 de juliol de 1994 fins -32 °C de l'Estany Gento (a la cota de 2.030 m) el febrer de 1956. Les precipitacions mitjanes anuals oscil·len entre els 350 litres del Segrià i els 1.200 de l'alta Garrotxa.
La humitat relativa mitjana anual es troba en general a tot el territori entre el 70 i el 75%. Al litoral aquesta xifra és força homogènia al llarg de tots els mesos de l'any, a l'interior es presenta un mínim a l'estiu i un màxim a l'hivern, especialment acusat aquest en els llocs on acostuma a haver-hi boira.
El vent dominant a Catalunya, com en general a la resta d'Europa, és el de ponent (de l'oest). Tanmateix tant al nord com al sud del país hi dominen vents de component nord: la tramuntana (que bufa del nord) especialment a l'Alt Empordà i el mestral (del nord-oest) al sud de Catalunya. S'ha de tenir en compte vents més irregulars o estacionals com són el vent de marinada i les brises de muntanya o el fogony. Les velocitats mitjanes anuals del vent (mesurades a 10 m del terra) es troben entre 1 m/s a Viella (protegida per les muntanyes que l'envolten) i 10 m/s de Portbou (observatori dalt d'una muntanya)
La insolació està estretament lligada a la nuvolositat, sigui de núvols alts o de núvols baixos (boira) i no tan directament lligada a la pluviometria. Catalunya se situa entre les 2.600 hores anuals i les 2.000 hores.

## Geografia de la Catalunya del Nord
La geografia de la Catalunya del Nord és, principalment, dividida entre la gran plana del Rosselló i les cinc valls pirinenques. Aquesta divisió propicia l'aparició de diversos microclimes i zones climàtiques molt allunyats entre si, com també dificulta trobar fronteres plenament naturals, ans al contrari: tant la vall de la Cerdanya com la de la Fenolleda queden estroncades per la frontera política.

### Plana

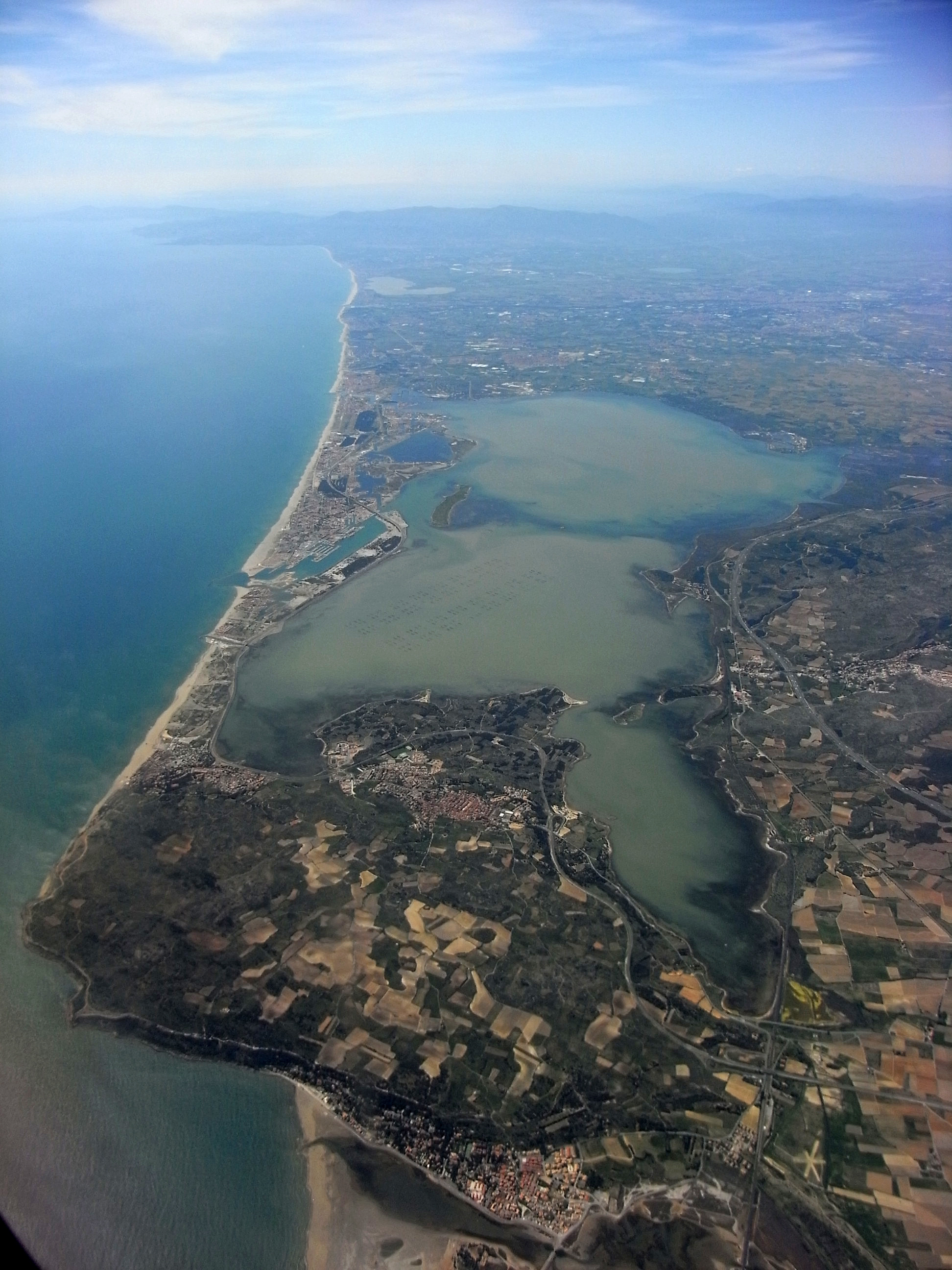
Estany de Salses

La plana ocupa gairebé tot el litoral de la Catalunya Nord, i fita amb les serralades de les Corberes al nord i l'Albera al sud. A l'oest es produeix un més o menys gradual sèrie d'estreps esglaonats al Riberal del Tet i els Aspres fins a trobar-se amb els massissos de l'interior, principalment el Canigó. Aquesta plana és la ribera de tres rius, l'Aglí, la Tet (que té els afluents Riberola, Carançà, Mentet i Cadí per la dreta i Cabrils i Évol per l'esquerra) i el Tec (amb la ribera de Morellàs per la dreta i la Comalada per l'esquerra), que en sortir de les valls, i amb la desaparició total de terres altes, corren en línia recta cap a la mar, alhora que reguen l'extens camp rossellonenc. Un altre element notable de la plana són els estanys, dels quals es queden tres – estany de Salses, estany de Canet i estany de Vilanova de Raò -, tot i que en deuen haver existit més, ja que en temps prehistòrics la plana hauria restat sota mar. Dels tres, el primer és el més gran. De fet, és, segons l'enciclopèdia catalana l'estany més gran dels Països Catalans, amb una superfície de 5.850 ha.

### Costes
La costa es divideix entre la majoria, que és plana i d'arena, fins a Argelers, i l'extrem sud (la Marenda), on el Pirineu produeix penya-segats, cales i platges de pedra. De nou, els estanys separen gran part del litoral de terra ferma, produint restingues arenoses.

### Rius

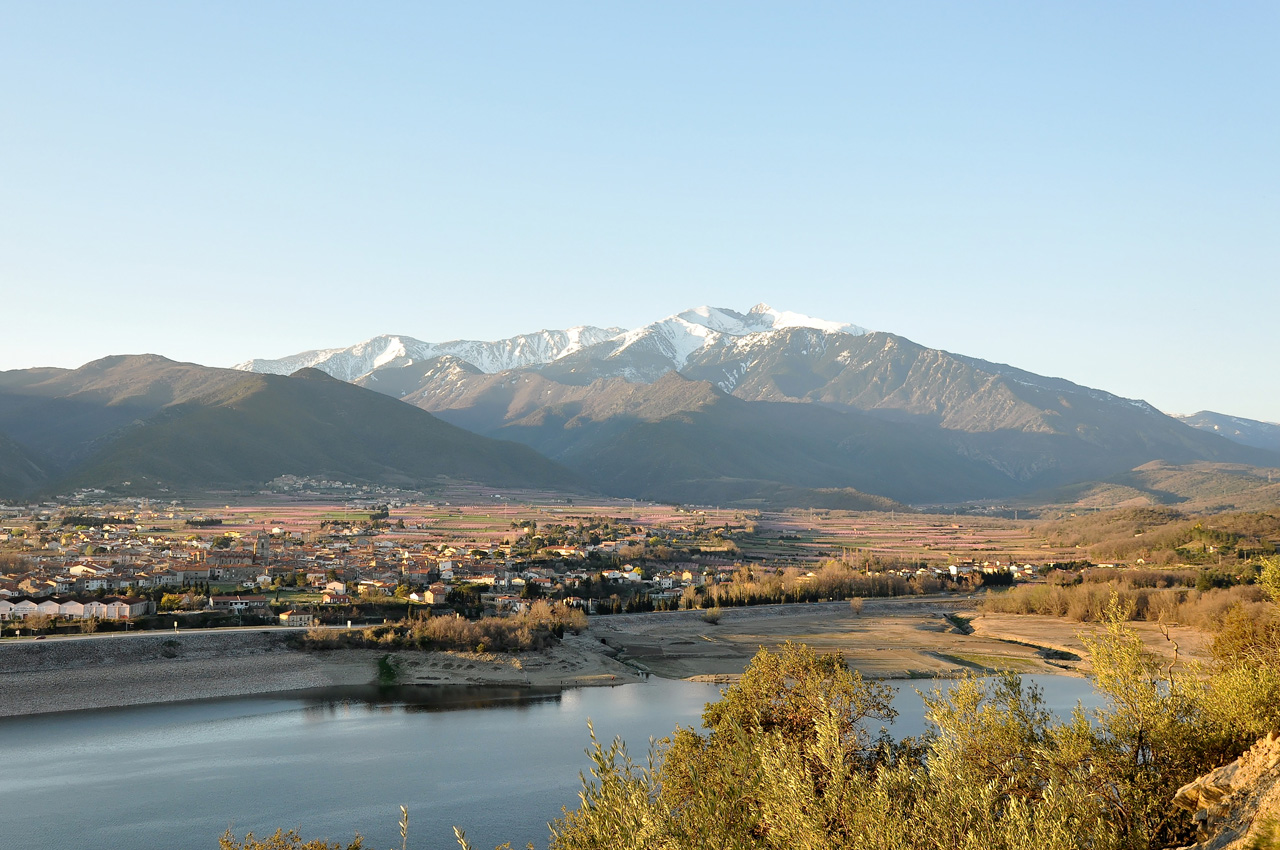
Vinçà, amb el Canigó al fons.

Els rius tenen cabals respectables per a un país mediterrani, però pobres si els comparem amb els rius més grans a Occitània o amb l'Ebre. Malgrat l'embassament de quasi tots els rius, cap no corre sec, amb l'excepció d'alguns torrents com ara la riera Maçana, el riu Cadí, el riu Ròbol. Aquests són habitualment poc cabalosos, tret d'uns mesos o fins i tot, dies.
Pel que fa als rius de cabal estable, hi ha els tres ja esmentats (el Tet amb 82,3 km, el Tec amb 56 km i l'Aglí amb 58 km) que desemboquen al Mediterrani; i també el Segre, que naix a prop de Llo (Alta Cerdanya) i crea la gran vall de la Cerdanya abans de travessar el Pirineu Català direcció sud i desembocar a l'Ebre; a més del riu Aude que naix a prop dels Angles (Capcir) i forma l'esmentada vall del Capcir abans de viatjar cap al nord, travessar tot el país de l'Aude i finalment, desembocar al Mediterrani; i del Reart que neix als Aspres, en el terme de Montoriol, a partir del Còrrec del Mas de Delom.
Tots aquests rius naixen, com és lògic, als Pirineus, i s'alimenten de les aigües sobreres de manta riera muntanyenca al seu pas cap a la plana. Produeixen passos de muntanya entre la roca pirinenca que en alguns casos són notables, com ara les gorges de la Fou a la Fenolleda, una esquerda vertical en la serra que separa l'Altiplà de Sornià de la vall del riu Maurí. Aquí, com a la resta dels moltíssims congosts de la Catalunya Nord, s'observa de ple l'acció contrària dels rius i les muntanyes, en tant que els primers obren els camins que els segons tanquen.
L'embassament dels rius, els canals romans i francesos: tot ha contribuït a l'aprofitament d'un gran terreny que d'altra manera seria aspre. S'estén per tota la plana del Rosselló, i en temps passats fins al Conflent Mitjà i al Vallespir Mitjà i a tota la Fenolleda, un enorme terreny cultivat que depèn del rec provinent del Tet, el Tec i l'Aglí, i dels seus embassaments. Així es troba encara illes de terra conreada enmig de la muntanya, on la vall s'eixampla, com a la ribera de Vinçà i Prades (Conflent). Tanmateix, el riberal del Tet és el millor exemple de l'hort familiar, mentre les costes de l'Albera i l'Altiplà de Sornià es dediquen a una agricultura plenament de secà.

### Muntanyes

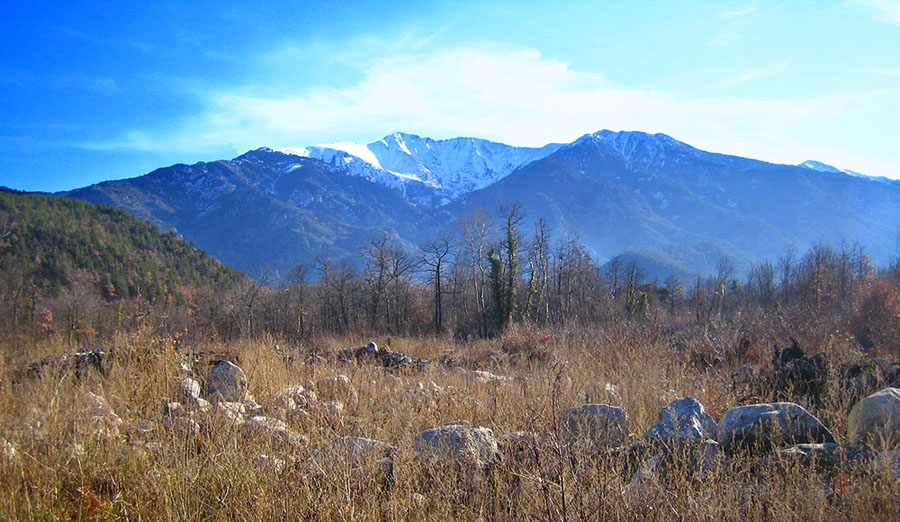
Vista del Canigó des de Vernet de Conflent

El cim de la Catalunya Nord és el Carlit, a la Cerdanya, amb 2.921 metres. Emperò, el cim més famós i ben visible des de gran part del país, és el Canigó, amb 2784 metres.
Com una pinta, les serralades del Pirineu Oriental es dirigeixen cap al nord-est fins a perdre's en la plana. Així trobem, tot i patir petites interrupcions o depressions, llenques de roca allargades com la serralada de les Corberes, la serralada de Carlit - Madres, la serralada del Cadí - Canigó, i la més diminuta Fraussa – Albera. Aquestes separen les valls del país, i també el tanquen per totes bandes – amb la gran excepció de la Cerdanya, on la frontera no destaca ni un tossal, i imita la plana rossellonesa però amb un clima ben diferent. Entre les dues, el lloc de pas és un dels més infranquejables, el coll de la Perxa a l'Alt Conflent (1579 m). També és cert que existeix zones on és fàcil passar de nord a sud o de sud a nord: Sant Llorenç de Cerdans (el pla entre l'Alt Vallespir i l'Alt Empordà), el Pertús (271 m), Caudiers de Fenollet (per la vall de la Bolzera, a la Fenolleda) i Salses, gràcies a l'estany de Salses.

### Llacs i estanys
Al Capcir i en menor grau, a la Cerdanya i el Conflent, existeixen aplecs d'estanys gràcies a l'esglaonament produït entre els múltiples pics i valls. Els quatre més significants són tots en proximitat: L'estany de Lanós, el llac de la Bollosa, el llac de Matamala i el llac de Puigbalador. A la plana, hi ha els suara dits estanys de Salses, de Canet i de Vilanova de la Raó. Entre els embassaments, els més significants són l'embassament d'Ansinyà i l'embassament de Vinçà.

## Geografia d'Andorra

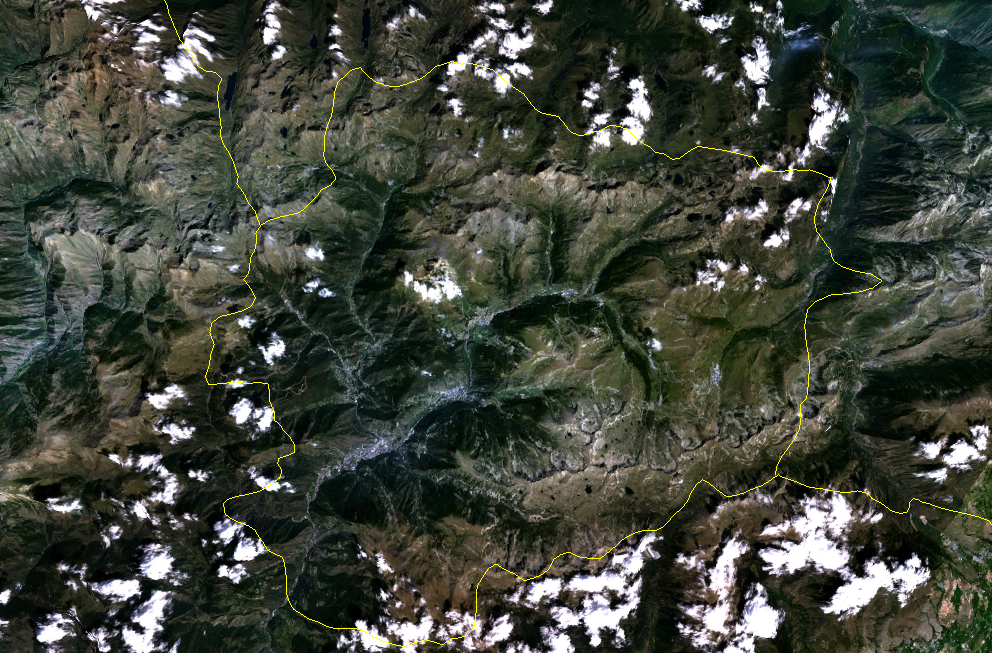
Imatge de satèl·lit d'Andorra.

Andorra és eminentment una vall pirinenca, en una regió muntanyosa formada per l'alta conca del Valira. Hi ha 65 pics amb més de 2.500 m d'altitud, dels quals el Comapedrosa n'és el més alt amb 2.942 m. És una regió d'escarpats muntanyencs i de valls estretes per on flueixen nombrosos cursos d'aigua que s'uneixen per a formar els diferents rius principals. Hi ha dues valls principals situades al Pirineu axial, afluents de la Valira: la ribera d'Ordino i la Valira d'Encamp, que es reuneixen a les Escaldes. Hi ha grans extensions boscoses de pis i bedoll a causa del clima mediterrani d'alta muntanya que en gaudeix el país.
Tot i que Andorra és situada en una sola conca, el riu principal, la Valira, té dues branques i sis conques obertes, raó per la qual el Principat ha estat conegut tradicionalment com les Valls. Les dues branques principals són
- el Valira del Nord, que neix als Estanys de Tristaina, i amb un recorregut de 14 km, drena les parròquies d'Ordino i La Massana; i
- el Valira d'Orient, que neix a la regió més oriental del país, i amb un recorregut de 23 km drena les parròquies de Canillo, Encamp i Escaldes-Engordany.

Ambdós conflueixen a Escaldes-Engordany i formen el Gran Valira, que té un recorregut total d'11,6 km i un cabal anual mitjà de 13 m³ per segon. El Gran Valira, descendeix cap al sud, i desemboca, a la Seu d'Urgell, ja al Principat de Catalunya al riu Segre, que al seu torn, desemboca a l'Ebre.
El relleu andorrà és molt accidentat, caracteritzat per l'aflorament de materials paleozoics, amb altituds superiors als 2.600 m, que culminen a 2.942 m a prop del Pla de l'Estany a la frontera francesa. Tot i ser un país molt petit, l'altitud és molt variada: a partir del port d'Envalira descendeix als 840 m, a la regió on el Valira entra a Catalunya. La vegetació és muntanyenca continental, típica del vessant meridional dels Pirineus, amb estatges montà, subalpí i alpí.
El clima d'Andorra és pirinenc: suau i fresc a la nit durant els estius i fred amb precipitacions en forma de neu a l'hivern. Les diferències en altitud també mostren diferències en les temperatures; a Ransol, les temperatures mitjanes són sempre sota zero durant l'hivern, amb mínimes de -16° i -17 °C, mentre que a Sant Julià de Lòria—el poble amb menor altitud—la temperatura mitjana de gener és de 10 °C. L'escalfament durant els dies d'estiu és considerable; però, com és comú als llocs de gran altitud, les nits estivals són fredes, i en alguns casos ha arribat a glaçar en ple estiu.

## Geografia del País Valencià

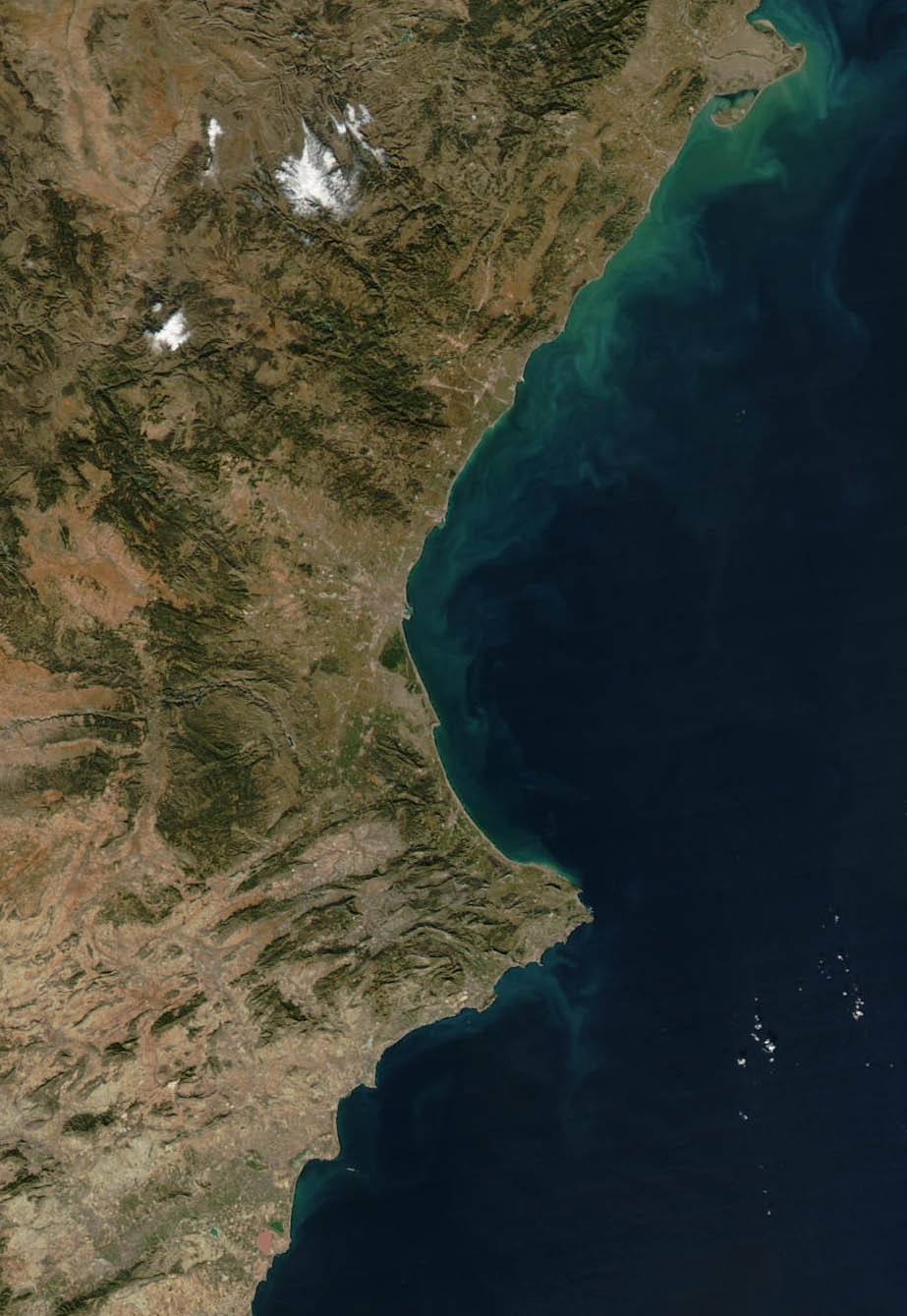
Imatge de satèl·lit del País Valencià.

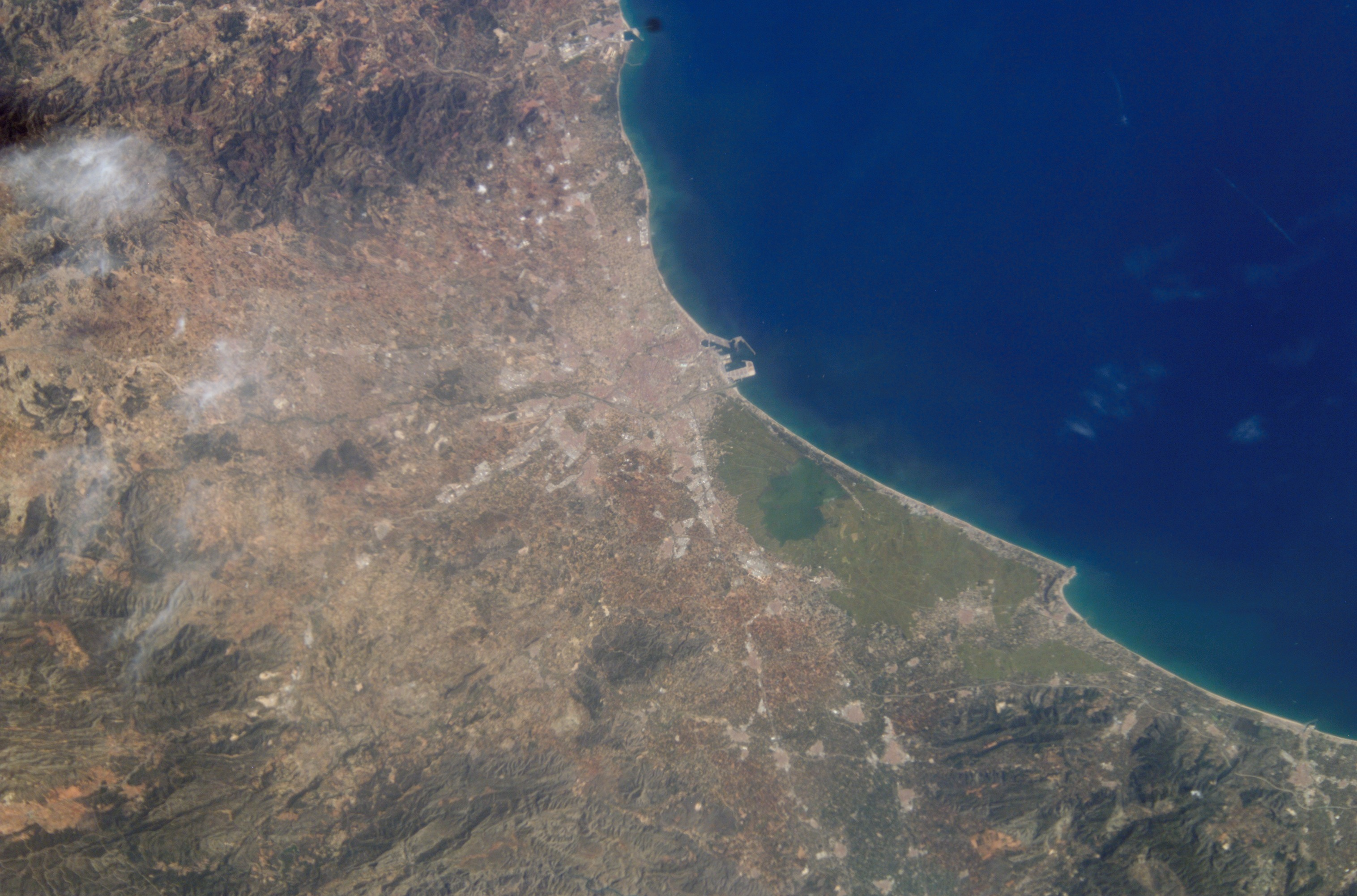
L'Horta de València en una fotografia de satèl·lit.

El País Valencià s'estén entre el riu Sénia a Vinaròs i fins a Pilar de la Foradada, un poc més enllà del riu Segura, amb una delimitació terrestre de 840 km de longitud, i 518 km de longitud de costa. A més a més, les illes mediterrànies de Nova Tabarca i de les Columbretes, són també d'administració valenciana.
Amb 23.2555 km², és el segon territori més extens dels Països Catalans. La seva posició geogràfica és 40° 47′ a l'extrem nord, 37° 51′ a l'extrem sud, 0°31′ E a l'extrem oriental, i 1° 32′ W a l'extrem occidental.
El territori valencià, estret i allargat, pot ser definit, des del punt de vista natural, com un paisatge mediterrani a meitat camí entre el desert africà i els boscos europeus. Es tracta d'un país ple de contrastos on s'alternen els ambients relativament àrids del sud i els relativament humits del nord amb altres de transició.
Les muntanyes ocupen la major part del País Valencià, deixant solament una estreta franja litoral per a les planes que, això sí, solament s'eixamplen a l'extrem nord (Plana de Vinaròs), a la Plana de Castelló, a la Depressió central de València i en l'extrem sud (Baix Segura). A la resta de la costa, les muntanyes arriben gairebé a la línia litoral.
L'espai valencià és la zona de contacte i final de dues grans serralades ibèriques: la Ibèrica pel nord i la Bètica pel sud, que separen l'estreta franja litoral de dues grans unitats interiors: la Depressió de l'Ebre i la Submeseta Meridional, la qual s'endinsa en territori valencià mitjançant l'anomenat Altiplà de Requena. El contacte entre les dues serralades es produeix al sud del riu Xúquer, en el que els geòlegs denominen falla sud-valenciana.
Predomina la litologia calcària, però també és fàcil trobar materials com les arenisques, les margues o els guixos.

### Les grans unitats de relleu
Nord
La serralada Ibèrica desplega els seus estreps muntanyencs cap a la Mediterrània al sector septentrional del País. El sistema es veu interferit i dislocat per altres tres elements dels accidents del relleu: la Serralada Costera Catalana, que l'afecta a l'extrem més al nord; la Depressió del Golf de València, a la part central; i les primeres serralades bètiques, més al sud, que entren en contacte amb el sistema Ibèric al massís del Mondúber. Aquestes interferències mostren unes serres molt afectades per fractures paral·leles a la costa el que es tradueix en què l'orientació típicament ibèrica (NO-SE) siga nítida en casos aïllats (serralades d'Espadà i Calderona).
La peculiar disposició de les serres dels Ports ha fet que aquest racó siga l'única porció del país que cau dins de la conca hidrogràfica de l'Ebre.
Més al sud d'aquesta comarca, hi ha un paisatge amb muntanyes de cims plans, separades per gorges excavades per rius, que donen pas a les serres i corredors del Maestrat, que corren entre la Plana de Vinaròs al nord, i la Plana de Castelló pel sud. Es tracta d'una sèrie de serralades paral·leles a la costa separades per valls o corredors interiors de tipus graven (foses tectòniques). Segueixen una orientació corresponent a la Serralada Costera Catalana. L'element comú d'aquestes serralades és la geologia calcària, amb algunes excepcions. Els corredors es caracteritzen per ser de fons pla, per això, en alguns llocs on s'amplien, són coneguts com a plans.
A les desembocadures dels rius del nord, són freqüents la formació de deltes interiors i petites albuferes i marjals com les de Peníscola, Prat de Cabanes-Torreblanca, les marjals de Castelló, Estany de Nules, etc.
A l'interior nord i sud de la Plana, hom troba les serres d'Espadà i Calderona, amb clara orientació NO-SE, situades al sud del riu Millars, i abans d'arribar a la Depressió central Valenciana. Són paral·leles entre si i provenen de la Serra de Javalambre.
La Depressió central
L'anomenada Depressió Valenciana, ocupa el centre del país i és la plana litoral més gran. És limitada per la Serra Calderona al nord, les muntanyes de la Serrania del Túria al nord-oest, serra de Las Cabrillas a l'oest, el Massís del Caroig al sud-oest i la Serra de Corbera i el Mondúber per sud.
El seu origen cal buscar-lo primer, en el procés d'enfonsament del Golf de València iniciat fa uns 6 milions d'anys, i després, en el llarg procés de rebliment de terra produït per aportació com els dels rius Palància, Túria i Xúquer, i els barrancs de Carraixet o de Xiva; ajudat per una mar poc erosiva i també per l'acció en els últims temps de l'home que ha conquerit les marjals per mitjà dels aterraments.
La plana es troba esguitada per planes elevades com el Camp de Llíria, i petites llomes que trenquen la unitat com les del Puig, la Muntanyeta dels Sants (Sueca), les Rodanes (Vilamarxant) o la Serra Perenxisa. Els paisatges més típics i importants en aquesta unitat del relleu, són els d'horta i els de l'Albufera.
Interior
Entre el Javalambre al nord i la Serra del Negrete al sud rau la serrania de Túria. La conca del Túria hi és protagonista, encara que no dibuixa cap vall fluvial sinó que s'encaixa en espectaculars gorges (els de Santa Cruz de Moya, de Puente Alta en Calles i el de Xulilla). És una zona plena d'embassaments que abasteixen a l'àrea metropolitana de València.
Al nord-oest, trobem el Racó d'Ademús. És travessada de nord a sud pel Túria que, ací sí, obri una gran vall que forma part de la gran fosa de Terol. A l'est del Racó, l'Alto de las Barracas (1.839 m) marca el sostre del País Valencià.
Immediatament al sud de la Serrania, s'escampa l'Altiplà de Requena, amb una altura mitjana de 750 m. Es troba drenada per dos rius: el Magre i el Cabriol. Aquestes terres continuen les planures manxegues i formen part, doncs, de la Meseta castellana, tot i que han estat separades d'aquesta per l'acció erosiva del riu Cabriol.
AL sud hi ha el Massís del Caroig i entre aquest i la costa, la Serra de les Agulles i el Mondúber. Aquests tres tanquen, doncs, la Gran Depressió Valenciana.
Sud
El sector de serralades i valls bètiques comença al sud de la denominada falla sud-valenciana, que arranca prop de la mar a l'altura de Xeresa, passant per la Serra Grossa (Alacant)  fins a terres d'Almansa.
Els plegaments que en aquest sector trobarem, que també es produïren durant el paroxisme alpí, són d'edats més joves que els que trobarem al sector ibèric. Per tant, els relleus són escarpats i amb cims no tan planes, valls més profundes i activitat sísmica més gran.
Els relleus mostren una clara alineació estructural (SO-NE) imposada per plegaments i falles. Les roques més dures (calcàries, dolomies i algunes arenisques) sobreïxen a les serres més elevades (Benicadell, Serrella, Aitana, Puig Campana, Ifac). En canvi, les argiles i margues són presents als fons de les valls i zones deprimides en general.
Més al sud hi ha la zona del Prebètic extern, que correspon a les serralades i valls de les comarques de l'Alt Vinalopó, la Vall d'Albaida i la Costera, totes amb una nítida orientació SO-NE.
El Prebètic intern, o siga les serres que tanquen la foia d'Alcoi pel sud - és a dir, la Serrella, el Menejador i Aitana - destaca relleus molt muntanyosos que freguen la costa formant penya-segats d'entre 100 i 300 m d'altura a més de la Nau, el cap de Sant Antoni, i de Moraira, Ifac, el Morro del Toix, i la Benitatxell i Gelada, etc. A les valls interiors corren rius com el Girona, el Gorgos, el Guadalest o l'Amadòrio.
Entre les distintes serralades prebètiques, es troben les foies. La foia de Castalla és la més occidental. La Foia de Xixona es troba a la part oriental. La gran fosa del Vinalopó, a l'extrem sud i oest del Prebètic, amaga les serres bètiques sota la gran potència de sediments quaternaris arrossegats i dipositats pel riu. Ací es mostren les crestes calcàries i dolomítiques de nítida orientació bètica (SO-NE) amb vessants molt inclinades com a les serres de Salines, de l'Ombria d'Elda o el Reclot. És una zona plena de llacunes, com la de Villena i la de Salines, o el Fondó de Monòver.

#### Depressió del Segura
A l'extrem meridional del país, hi ha la Depressió del Segura. La Serra de Crevillent en marca el límit nord, que ha estat reblida pels sediments tant del Vinalopó i, sobretot, pel riu Segura. Les zones pantanoses i les llacunes són nombroses en aquest espai: el Fondó d'Elx, les salines de Santa Pola, la Mata i Torrevella.
La Depressió té origen en la gran fosa "intrabètica" que s'endinsa cap al territori murcià i que ha estat reomplit per materials del Miocè (visible a relleus allomats amb dipòsits margosos i de guixos), Pliocè (al sud del Segura, compost per materials detrítics d'origen marí) i Quaternari (de tipus al·luvial i que és majoritari a la Depressió).
L'illa de Tabarca es considera com una prolongació del relleu de la unitat bètica.

### La hidrografia

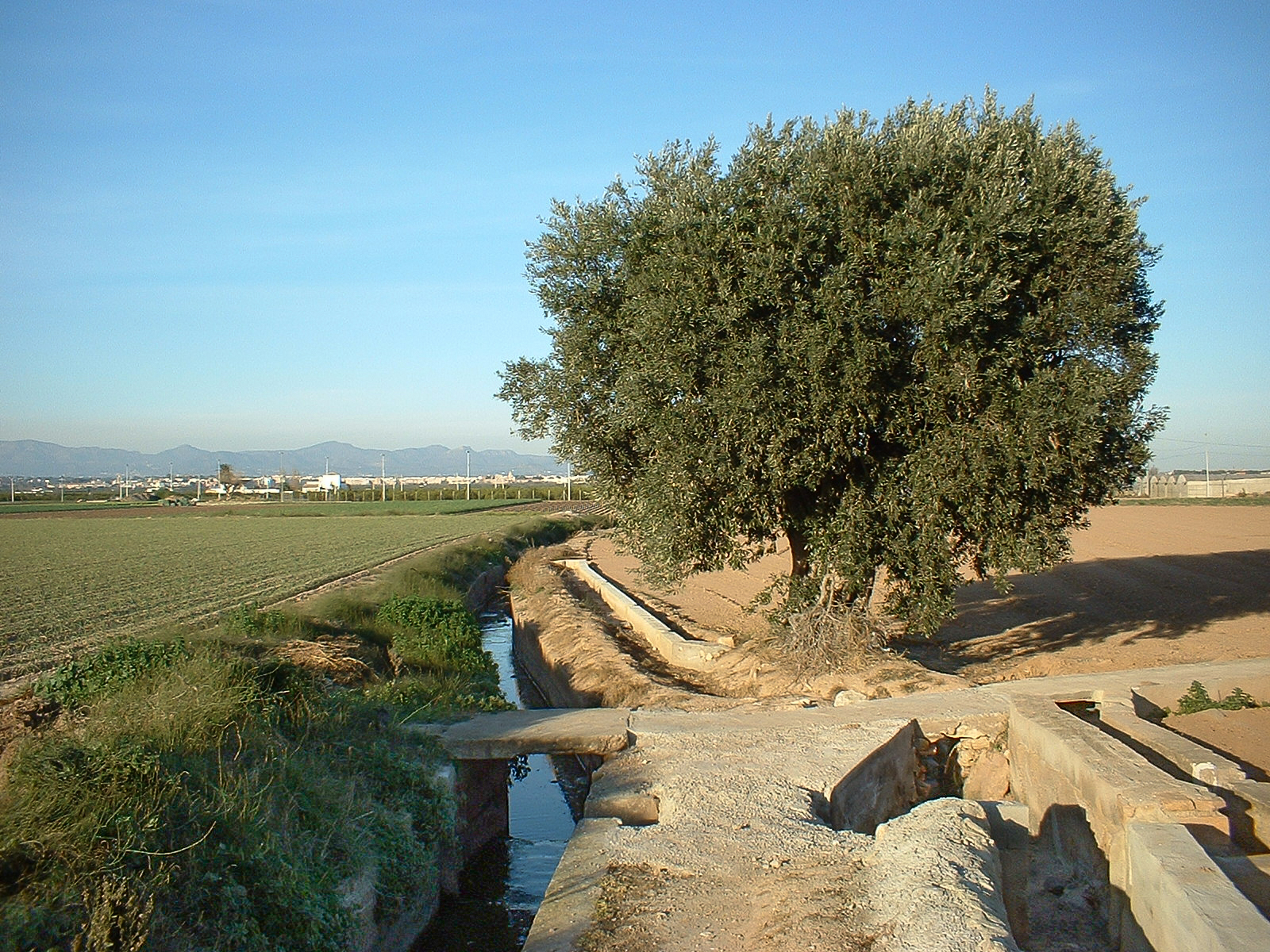
Vista típica de l'Horta de València.

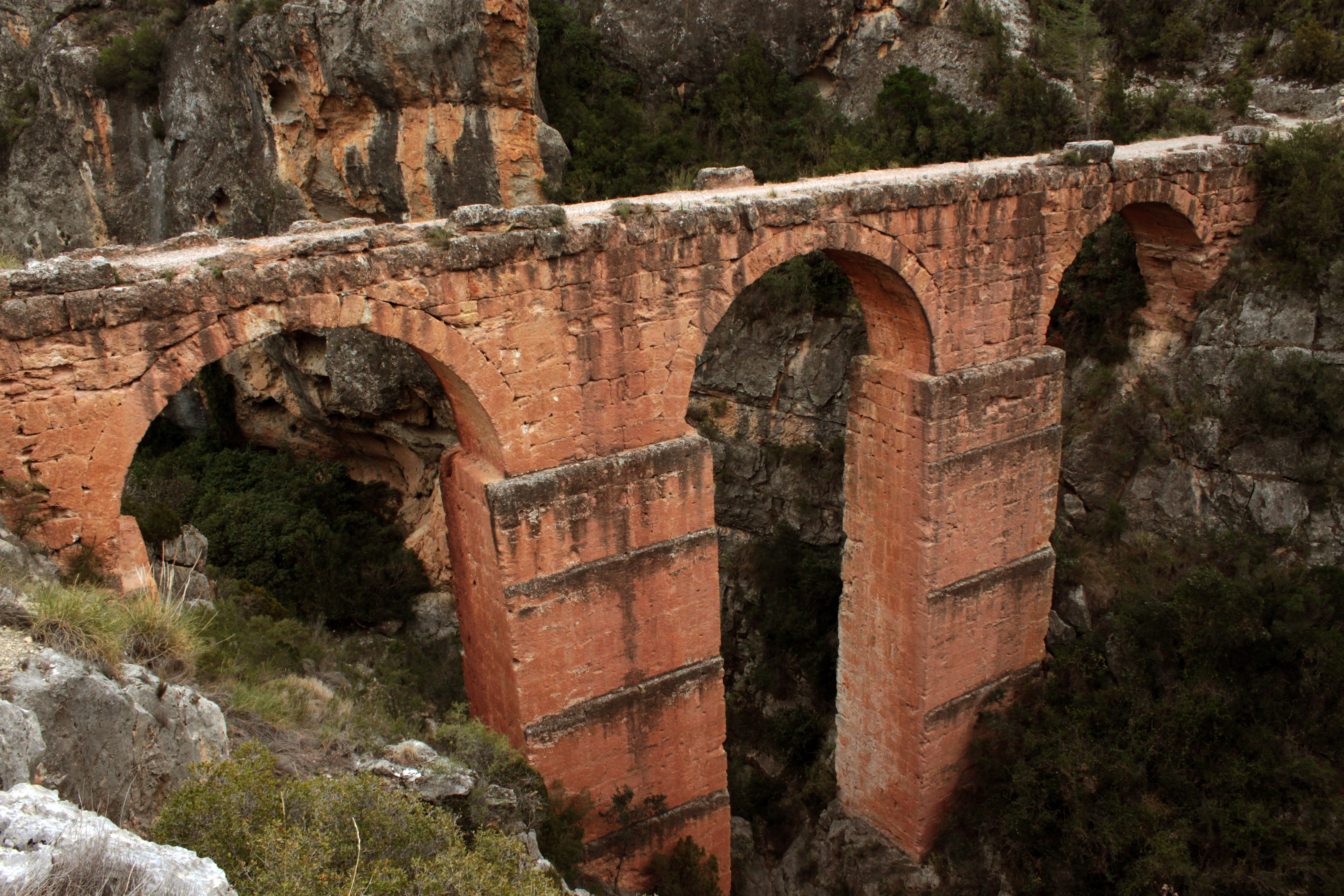
Aqüeducte de Peña Cortada sobre el Túria.

Entre els rius nascuts fora del territori valencià, caldria destacar-ne dos com els més importants, el riu Segura, de 325 km, que naix a Jaén i el Xúquer, de 498 km, que neix a Conca. També destaquen, malgrat la seva conca més reduïda, el Millars, de 156 km, que neix a la Serra de Gúdar, Terol i el Túria, 280 km, que neix a les serres d'Albarrasí, Terol. Excepte el Segura, que neix en les Serralades Bètiques, els altres rius ho fan en el Sistema Ibèric.
Aquests rius es caracteritzen per tenir cabal durant tot l'any, si bé són acusats els estiatges i molt temudes les seves crescudes tardorenques que causen inundacions en les seves planes al·luvials (de nord a sud: la Plana, l'Horta de València, la Ribera i el Baix Segura). Sofreixen un intensíssim aprofitament hídric per mitjà de preses.
Els rius autòctons es caracteritzen per ser curts, de llera irregular i escàs, conques petites i gran desnivell en el seu recorregut, ja que naixen a les serres pròximes a la costa. Solen presentar grans estiatges, quedant la llera completament seca i fortes crescudes.
Al nord estan els rius Sénia, limítrof amb Catalunya, el Cervol, el Cervera i el de Sant Miquel o de les Coves. A la plana litoral aboquen les seves aigües el Palància, el Serpis, i els petits rius Girona i Gorgos-Xaló. Cal destacar alguns dels afluents del Xúquer com rius autòctons: el riu Magre i el riu d'Albaida amb el Cànyoles i el Clariano. També són d'importància la Rambla de la Viuda, afluent del Millars, i la Rambla Castellarda, afluent del Túria.
Al sud del massís penibètic, els rius són de cabal molt escàs, llit habitualment sec i presenten lleres àmplies i pedregosos. Destaquen l'Algar, el Amadòrio, el Monnegre, la Rambla de les Ovelles, que desemboca a Alacant i el Vinalopó, amb el seu afluent el Tarafa.
Un cas especial de riu autòcton és el Bergantes, que neix prop de la ciutat de Morella en la zona nord-oest de la província de Castelló i desemboca en el Guadalop, que és un afluent de l'Ebre.

## Geografia de les Illes Balears

Mapa insular de les Illes Balears. Les 8 illes balears més grans són (de major a menor) Mallorca, Menorca, Eivissa, Formentera, Cabrera, sa Dragonera, Espalmador i es Conills.

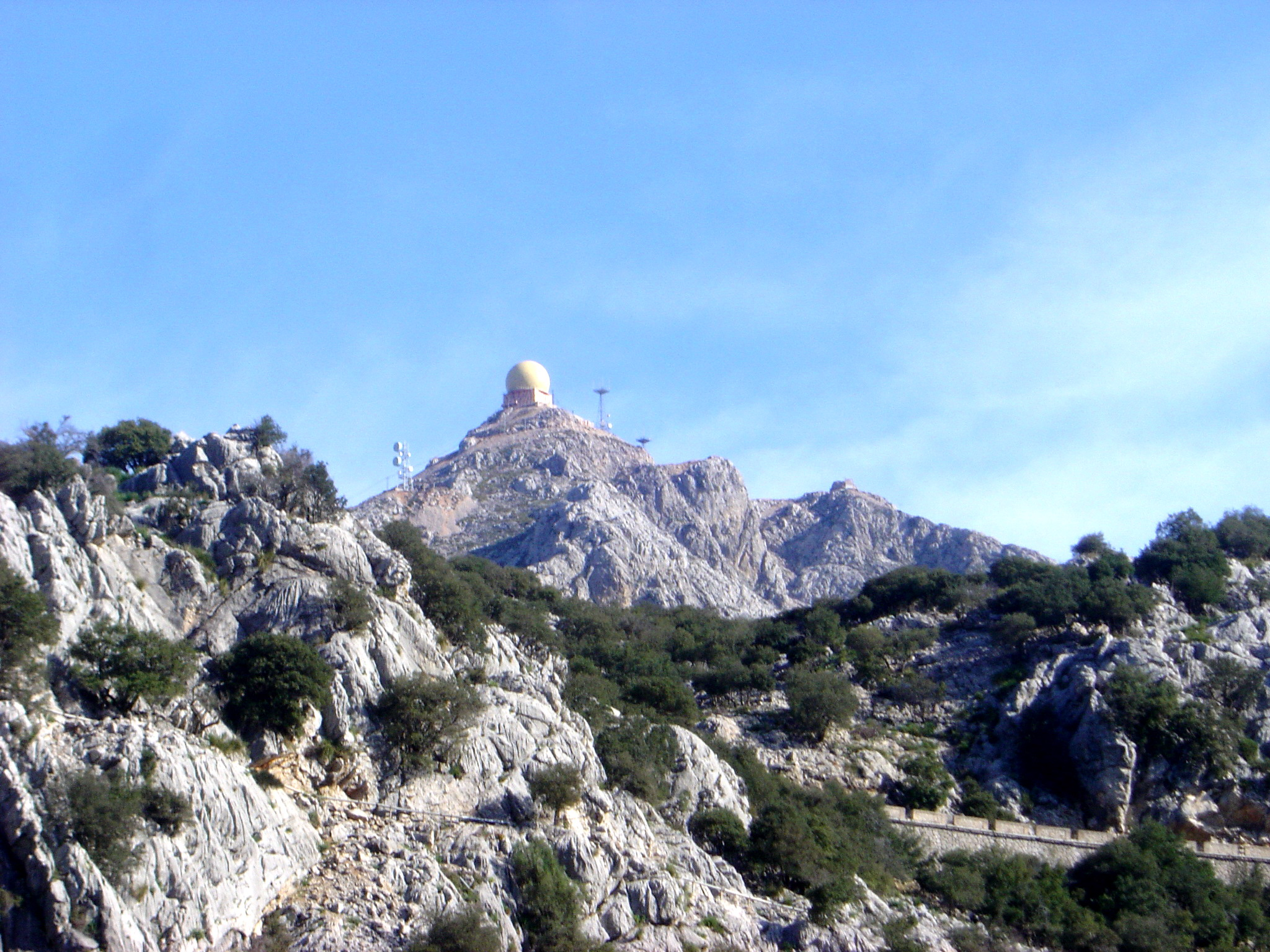
El Puig Major de la Serra de Tramuntana de Mallorca, la muntanya més alta de l'illa.

La geografia de l'arxipèlag de les Illes Balears comprèn Mallorca i les adjacents illes de Cabrera, Es Conills i Sa Dragonera i les més menudes de Na Redona, Plana i Foradada; Menorca amb les illes de Colom i L'Aire; i les Pitiüses (Eivissa, Formentera i les adjacents illes de Tagomago, Santa Eulària, Sa Conillera, S'Espardell, S'Espalmador, Es Vedrà, Es Bosc, Ses Bledes i Ses Margalides). En total el territori fa 4.492 km² i va des del nivell del mar fins a 1432 m d'altitud al Puig Major de la Serra de Tramuntana de Mallorca. Les coordenades geogràfiques estan entre els 40° 5′ 48″ i 38° 40′ 30″ de latitud N i entre 1° 12′ 47″ i 4° 19′ de longitud E. Eivissa està separada de la costa del País Valencià per només 75 km de mar, aquesta mateixa distància separa Mallorca d'Eivissa. La distància mínima que separa Mallorca de Menorca és de 35 km.
Les Illes Balears presenten una intrigant alineació des d'Eivissa fins a Menorca, car són una prolongació marítima de les serralades Bètiques. La insularitat és un dels factors que més marquen la geografia humana de les Balears, determinant els seus intercanvis de mercaderies amb la península Ibèrica i entre les diverses illes a la disponibilitat de mitjans de transport adequats o de la permissivitat meteorològica.
Mallorca presenta dues serres: la de Tramuntana, amb muntanyes més altes, de les quals la més alta és el Puig Major (1445 m); i les Serres de Llevant, d'altures més modestes, de les quals la més gran és el Puig de Sant Salvador (510 m). A més, es compten altres cims menors fora d'aquestes dues serralades. L'altra serra a destacar és el massís de Randa, amb el cim al Puig de Randa (543 m).
L'illa de Formentera a més de les illes i illots del voltant com s'Espalmador i s'Espardell, té una superfície total del municipi és de 83,20 km², cosa que suposa només l'1,64% de la superfície total de les Balears. L'illa té una forma allargassada d'est a oest, formada per dos promontoris a cada extrem i una franja de terreny llarga i estreta que els uneix. La Mola i el cap de Barbaria, o pla del Rei, són els dos massissos plans que s'eleven bruscament sobre el mar formant uns penya-segats de més de 100 m pràcticament en vertical. L'altitud màxima és de 195 m a la Talaiassa de la Mola. Entre els dos promontoris es troba una franja bàsicament sorrenca i dunar anomenada es Carnatge. La part més estreta té només 1,5 km d'amplada.
Al nord es troben dues extenses llacunes litorals: l'estany des Peix i l'estany Pudent. Al nord de l'estany Pudent, la península des Trucadors és un conjunt de dunes de 3 km de longitud i una amplada mínima de 100 m. A l'extrem nord un estret braç d'aigua de 50 m, anomenat es Pas, separa Formentera de s'Espalmador.
L'illa de Menorca amb una extensió de 701 km², se situa al bell mig de la Mediterrània Occidental (40°N 4° E), gairebé equidistant de terres africanes, itàliques i ibèriques, i és la més septentrional de les illes Balears. L'illa i els illots que l'envolten constitueixen un resum de la Mediterrània Occidental, en el qual es poden trobar la major part dels ecosistemes característics d'aquesta regió, excepte els fluvials i els muntanyencs.

### Relleu

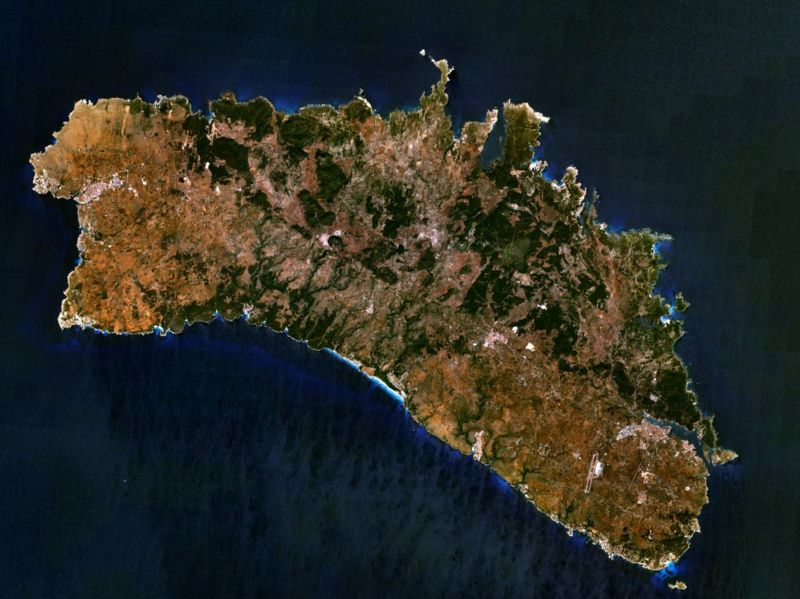
Vista satèl·lit de Menorca.

L'arxipèlag balear es troba sobre un sòcol submarí separat de la costa del llevant de la península Ibèrica per un canal amb una fondària superior als 1000 m. Les illes tenen el seu origen en el geosinclinal profund on es varen dipositar materials del Secundari i del Terciari, que és el mateix que originà les serralades Bètiques.
El fet que a Menorca la sedimentació del burdigalià apareix horitzontal porta a pensar que Menorca va aparèixer abans que les altres illes de l'arxipèlag i per això només a Menorca es troben sediments del paleozoic, en canvi a les altres illes l'emersió es degué produir a partir de l'inici de l'era secundària. A Menorca també és l'únic territori de les Illes balears on apareixen, en part, sòls àcids. Mallorca presenta una morfologia molt variada en contrast amb la resta de l'arxipèlag.
- Mallorca està constituïda per dues serres de muntanyes, orientades de nord-est a sud-est i per una plana baixa, més o menys accidentada, situada entremig de les dues serralades. La Serra de Tramuntana està a la banda nord-oest de l'illa, té nombrosos cims de més de 1000 metres d'altitud, hi predomina el modelat càrstic. La Serra de Llevant, paral·lela a la costa, al sud-est de Mallorca és més baixa i de morfologia més suau, l'altitud màxima és al Puig de sa Talaia Freda de 561 m d'altitud. La plana central de Mallorca presenta pujols i baixes muntanyes on destaca el Puig de Randa amb 548 m.
- Menorca és una illa baixa, la màxima altitud és a la Muntanya del Toro amb només 358 m. El sud de l'illa de Menorca és calcari però el nord és àcid amb roques silícies.
- Eivissa és una illa calcària i muntanyosa els cims de la qual no són gaire elevats (Sa Talaiassa 475 m)
- Formentera també és calcària encara que més baixa (Sa Mola 192 m)

L'arxipèlag està format per dos grans grups:
- les Gimnèsies: Menorca, Mallorca, Cabrera i els illots menors que les envolten (les Balears pròpiament dites en l'antigor).
- les Pitiüses: Eivissa, Formentera i els illots menors que les envolten.

| Localització de Mallorca   | Mallorca   | Mallorca      | Mallorca   |
| Localització de Menorca    | Menorca    | Menorca       | Menorca    |
| Localització d'Eivissa     | Eivissa    | Eivissa       | Eivissa    |
| Localització de Formentera | Formentera | Formentera    | Formentera |
| Localització de Cabrera    | Cabrera    | Sense bandera | Cabrera    |

### Aigües terrestres

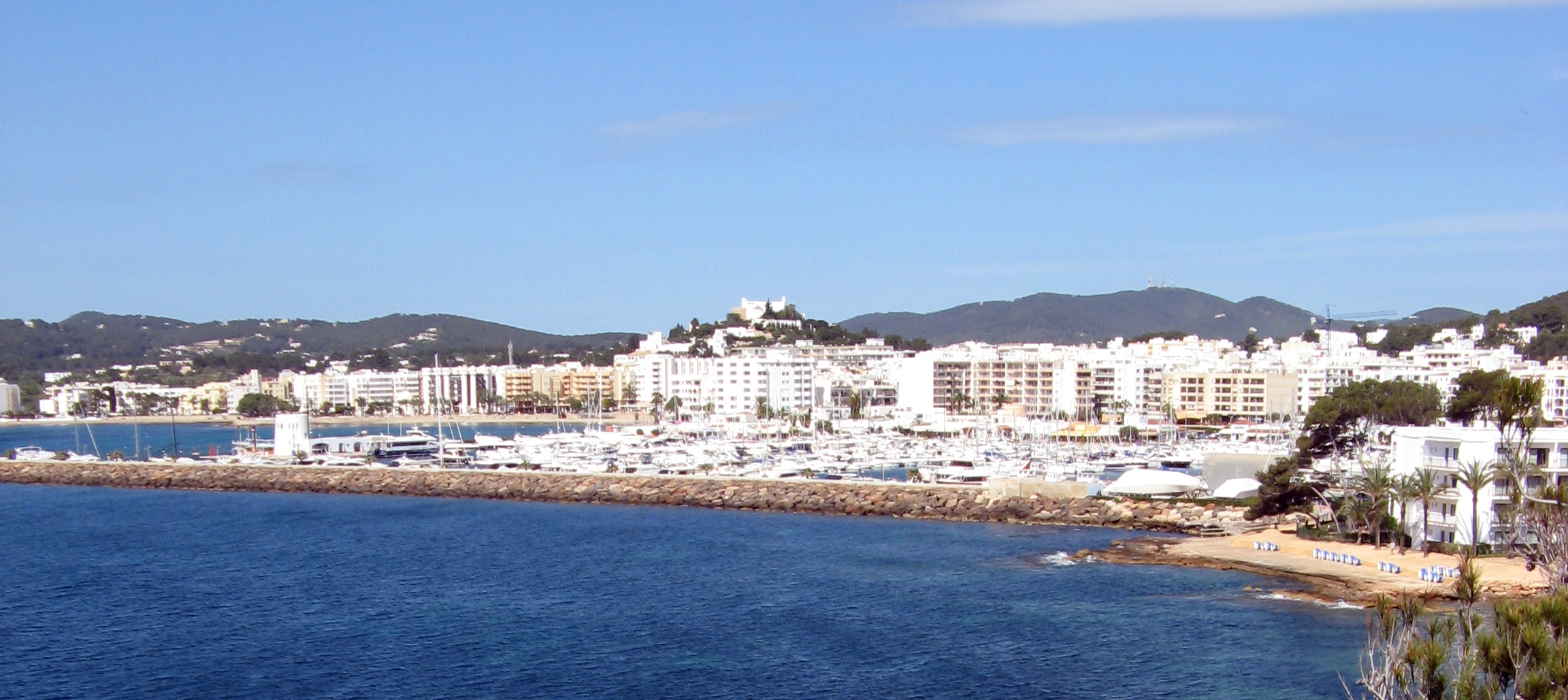
Port i població de Santa Eulària des Riu (Eivissa).

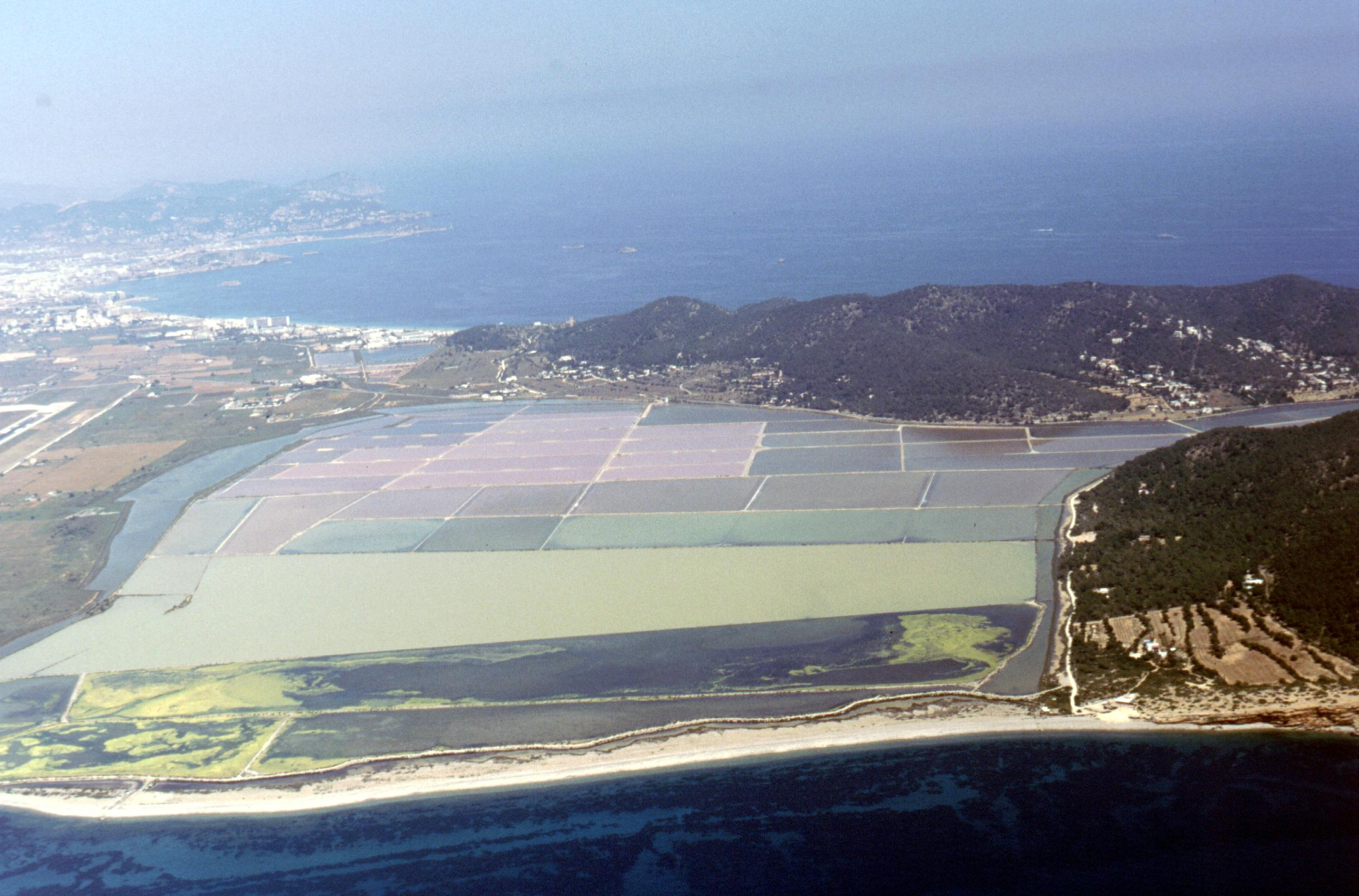
Parc natural de ses Salines (Eivissa).

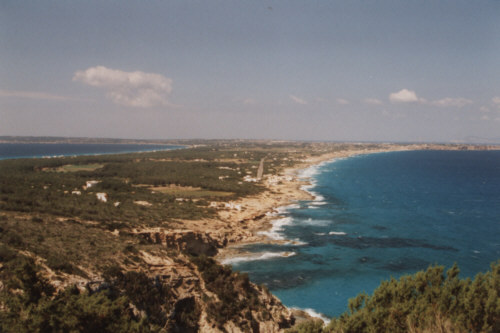
Imatge de Formentera des del mirador de la Mola.

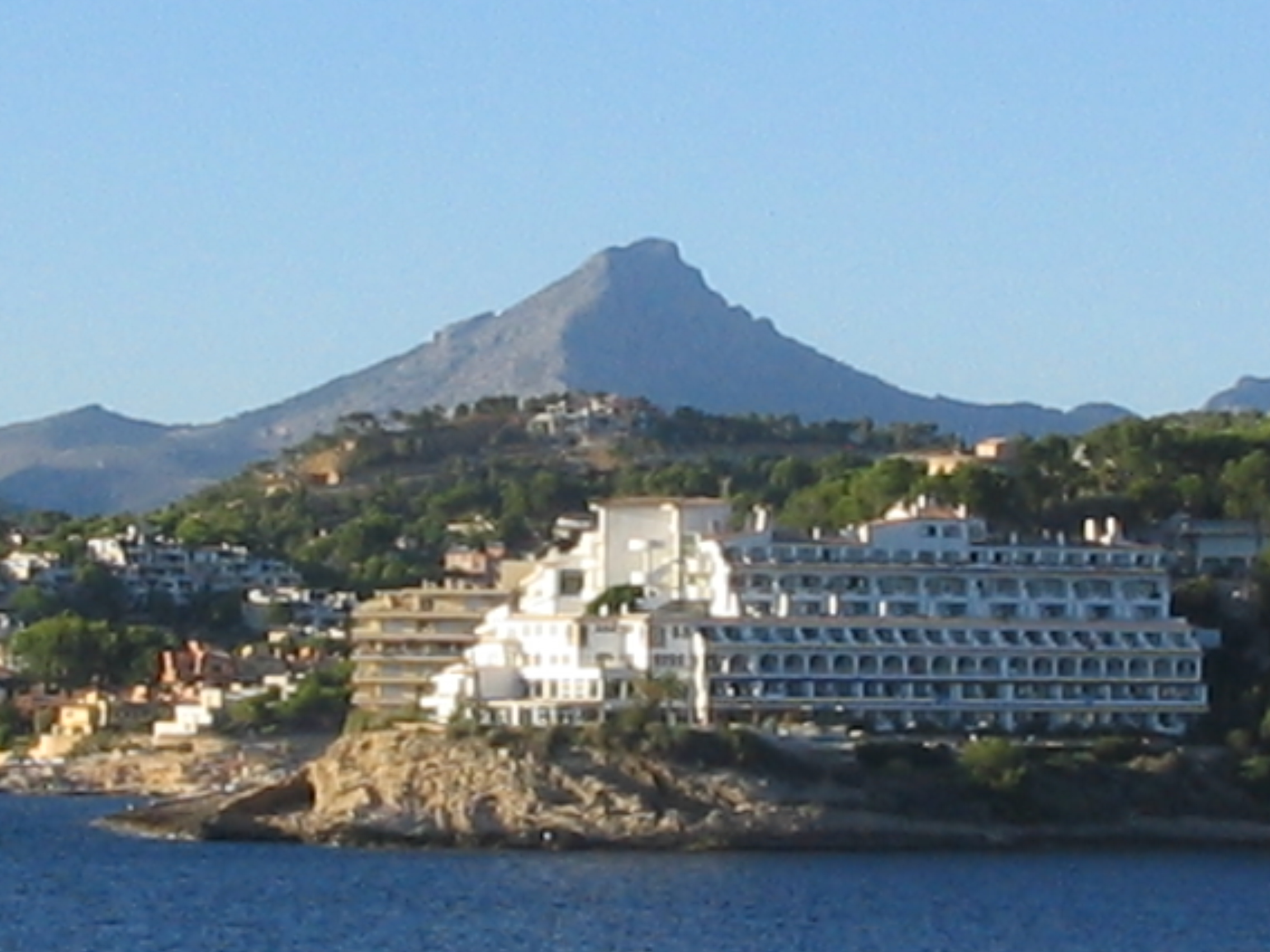
Vista de la badia de Santa Ponça amb el Puig de Galatzó al fons (Mallorca).

L'únic riu de les Illes Balears, i de qualsevol illa de l'Estat Espanyol, és el riu de Santa Eulària a Eivissa. Aquest riu recorre part del nord de l'illa. Desemboca a la vila de Santa Eulària des Riu. Fins a mitjan segle xx portava aigua tot l'any però actualment es comporta com un torrent, ja que només hi circula aigua quan plou. De tota manera l'aigua hi circula, encara, de manera subterrània per la llera del riu. L'alimentació d'aquest riu és a través d'aigües subterrànies. Malgrat això és discutible que actualment se'l pugui anomenar "riu", ja que pràcticament no hi circula ja aigua per la superfície. La major part de l'illa d'Eivissa està formada per muntanyes calcàries, permeables, no gaire altes, per això la major part de l'illa forma un gran aqüífer, amb diverses fonts.
Formentera és una illa relativament petita amb muntanyes molt poc elevades i amb les precipitacions més escasses (uns 370 litres) de totes les illes Balears. A aquestes característiques desfavorables s'hi afegeix una crosta calcària que obstaculitza la infiltració. Hi ha alguns torrents que només porten aigua després d'intenses precipitacions. Els pous es van salinitzar per sobreexplotació i des de 1995 l'aigua per a consum domèstic prové d'una planta dessaladora.
Les illes Balears són majoritàriament de litologia calcària, només part de Menorca és una excepció i, per tant, s'hi presenten els fenòmens càrstics. Així La xarxa hidrogràfica de les illes tenen diverses conques (unes dotze a Mallorca). Pel règim de pluges mediterrani la irregularitat pluviomètrica i d'emmagatzemament d'aigua és gran. La calcària afavoreix la infiltració de l'aigua. Per la mateixa raó són abundants les fonts càrstiques especialment al peu de la Serra de Tramuntana mentre als plans hi ha aigua freàtica subterrània a poca fondària i cursos subterranis com els de les coves de Manacor.
A Menorca per la seva constitució geològica no hi ha gaires aigües subterrànies, en canvi és l'illa on plou més (uns 650 litres anuals). Hi ha torrents de curs més ràpid al nord de l'illa i més suaus al sud. En aquesta part de l'illa hi ha barrancs oberts amb meandres alimentats per l'escolament de les aigües terrestres i per alguna entrada d'aigües del mar. Popularment se'ls anomena rius d'Aljandar, de son Bou, des Gorg i de Trabalúger, aquesta aigua s'aprofita per regar horts. A la meitat nord de Menorca es poden utilitzar algunes aigües subterrànies, depenent de l'època geològica on s'han emmagatzemat. Per exemple les del Miocè resulten massa dures i salades per a beure però encara aptes per regar.

### Clima

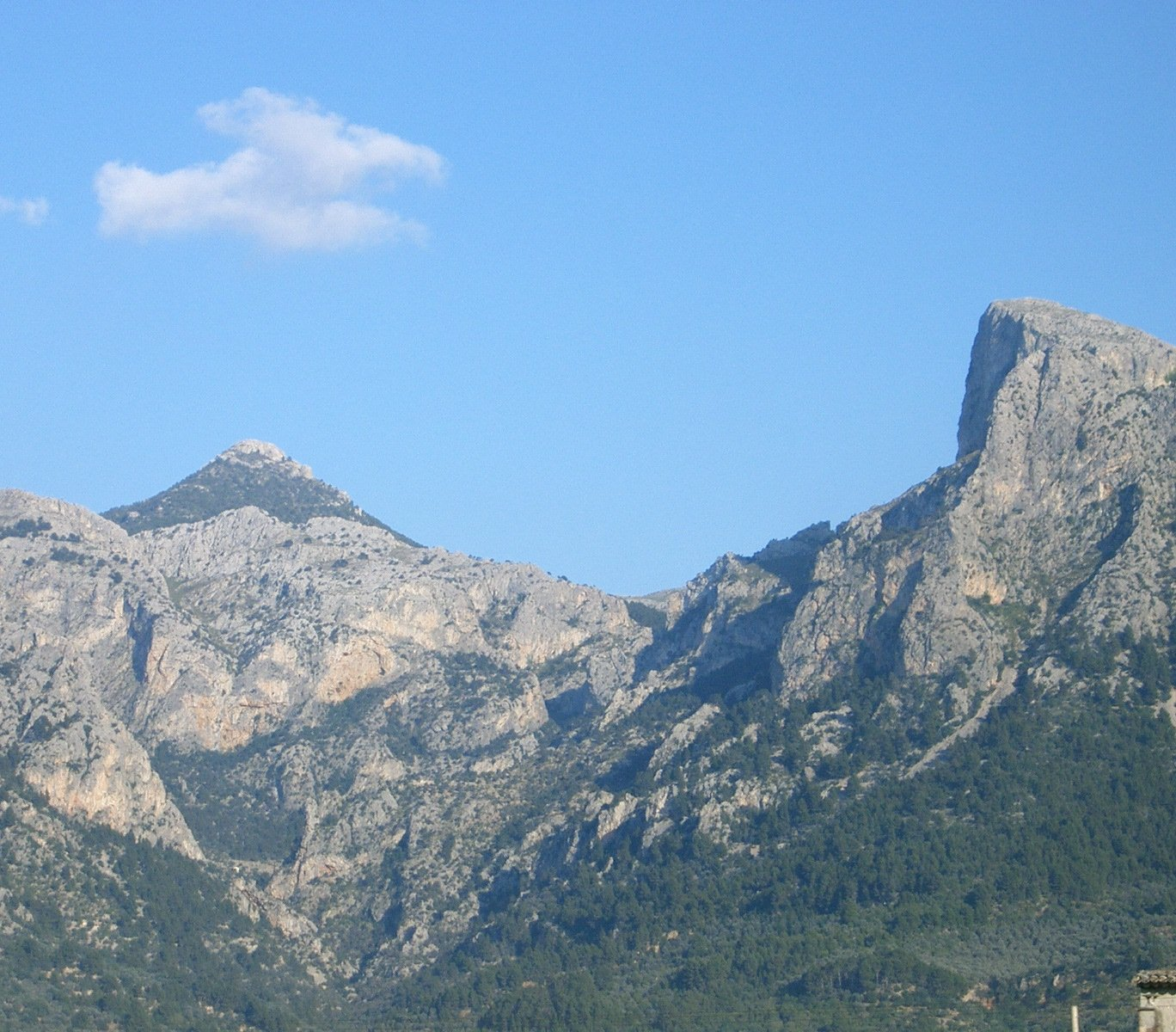
El Puig de l'Ofre i els Cornadors (Mallorca).

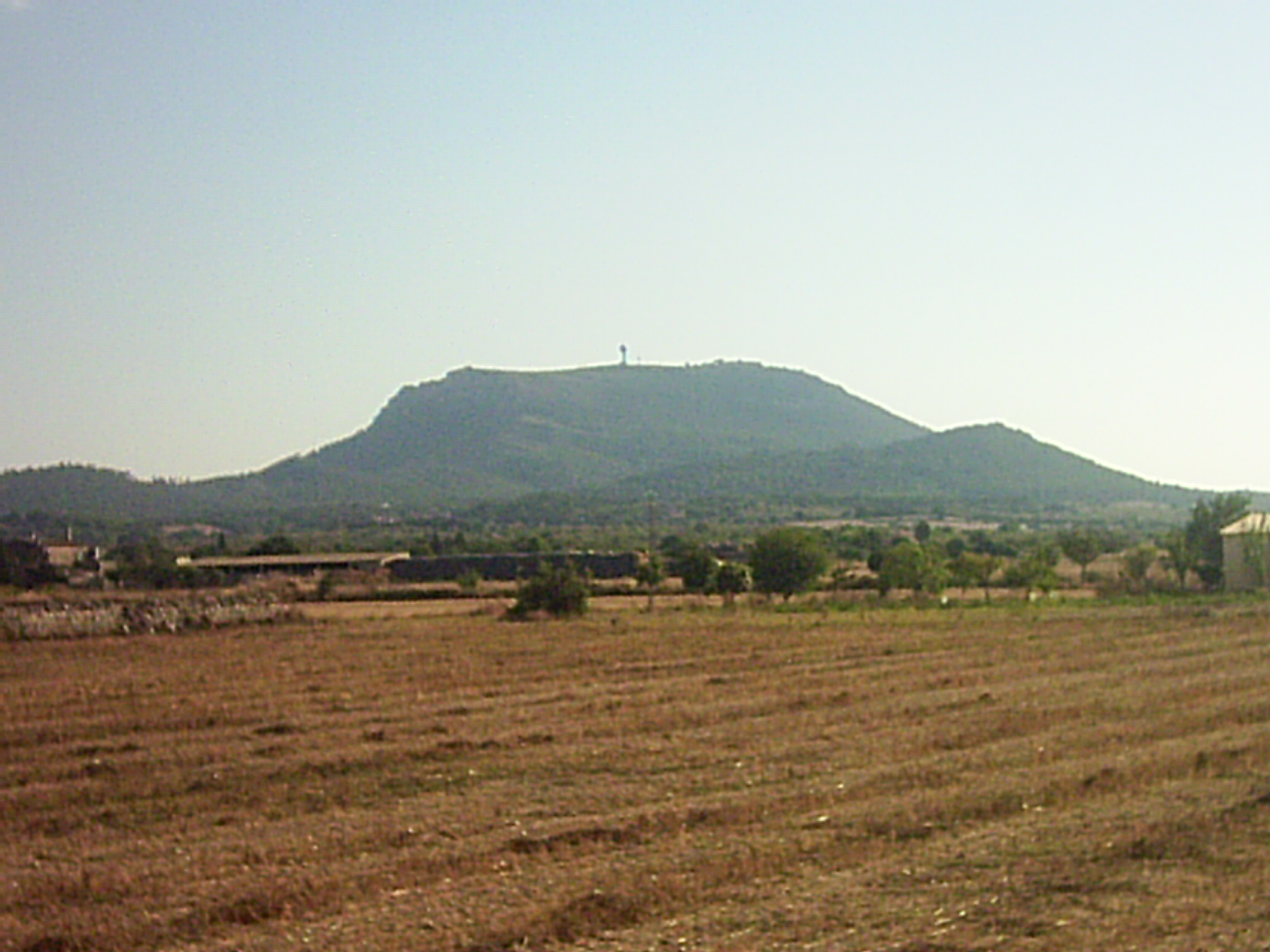
El Puig de Randa (Mallorca).

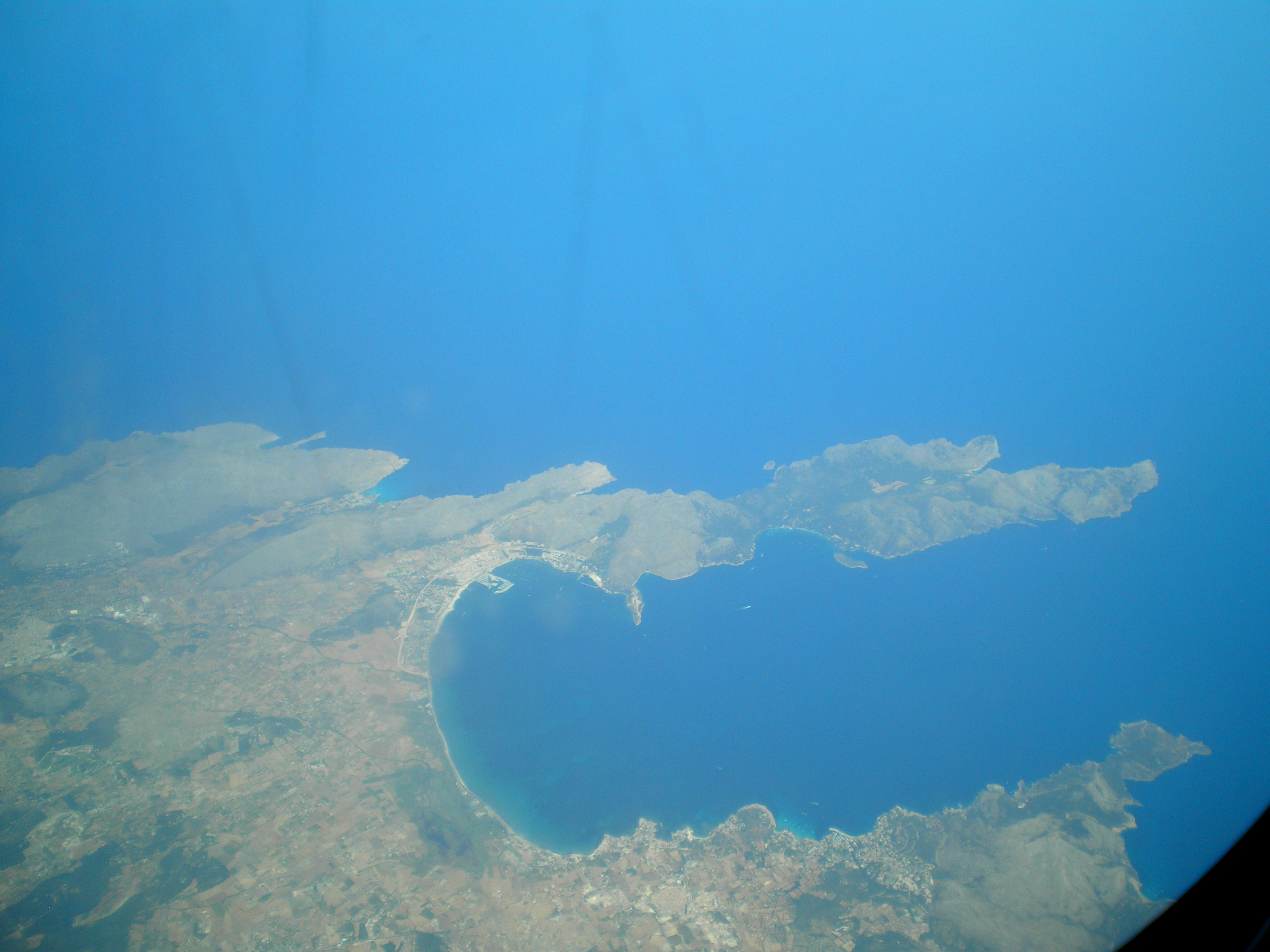
Cap de Formentor (Mallorca).

El clima de les Illes Balears és plenament del tipus mediterrani. En general és força similar al del País Valencià i, més concretament, la ciutat de Mallorca té un clima gairebé idèntic al de la ciutat de València.
La diferència de latitud entre les illes queda reflectit en la disminució de les precipitacions de nord a sud: Menorca 650 litres anuals, Mallorca uns 500, Eivissa uns 400 i Formentera uns 370. Es presenta el màxim pluviomètric a les muntanyes més altes (Serra de Tramuntana) que poden interceptar els fronts de pluja i fer-los ascendir i incrementar la precipitació. El règim pluviomètric és del tipus mediterrani sense excepcions tant si la precipitació no arriba als 400 litres com passa a Formentera com si ultrapassa els mil litres en alguns punts de la Serra de Tramuntana de Mallorca. La pluja és irregular d'un any a l'altre i també irregular per a un mes determinat. Els grans episodis de pluja ocorren normalment quan hi arriba el vent de llebeig i el vent de llevant, ja que ambdós estan carregats d'humitat en passar pel Mediterrani, també acostumen a ser molt intenses les precipitacions de tardor i ocasionar inundacions. Les pluges de tardor marquen el màxim anual, la pluja continua de manera més moderada als mesos d'hivern però a la primavera s'inicia un descens, que fa que aquesta sigui força seca, continua el descens fins a arribar al mínim de juliol que és extremadament sec, ja que només cobreix el 5% de l'evapotranspiració mensual. El dèficit pluviomètric mitjà anual respecte l'evapotranspiració oscil·la de nord a sud entre 300 i 500 litres.
També s'aprecia la disminució de les temperatures mitjanes anuals de sud cap a nord: Formentera 18 °C Mahó 17 °C. La diferència entre el mes més càlid, juliol, i el mes més fred, gener, arriba a un valor de 15 °C que es força elevat si es compara amb les calors d'amplitud tèrmica de les illes oceàniques (9 °C d'amplitud tèrmica a Irlanda, per exemple) aquest és un tret generalitzat a tota la mediterrània i en part s'explica per la variació anual més gran de la temperatura de la Mediterrània respecte a la que té l'Atlàntic. Com és general a la Conca del Mediterrani la primavera resulta més freda que la tardor i l'estiu tèrmic dura quatre mesos (de Juny a Setembre). A l'estiu les Balears estan més exposades, que la resta dels Països Catalans, a algunes entrades d'aire càlid del nord d'Àfrica que fan elevar la temperatura de manera considerable
L'hivern a les Balears resulta relativament suau amb temperatures mitjanes mensuals per sobre dels 10 °C, tenint en compte que les temperatures mensuals per sota de 10 °C es consideren de tipus hivernal, en estar les Balears (just) per sobre d'aquest valor es podria dir que, de mitjana no existeix un veritable hivern tèrmic, tanmateix les Balears no estan lliures d'esporàdiques entrades d'aire fred que fan baixar les temperatures a nivells molt menors.

### Taula climàtica de Palma
| Mesos                     | gener | febrer | març | abril | maig | juny | juliol | agost | setembre | octubre | novembre | desembre | Anual |
| Temperatures mitjanes, ºС | 10,3  | 10,8   | 12,3 | 14,5  | 17,8 | 21,6 | 24,7   | 25,0  | 22,9     | 18,7    | 14,4     | 11,3     | 17,0  |
| Pluja, mm                 | 39,4  | 34,6   | 37,3 | 34,7  | 34,4 | 19,9 | 8,2    | 17,7  | 51,8     | 76,5    | 53,5     | 54,4     | 461,6 |
| ------------------------- | ----- | ------ | ---- | ----- | ---- | ---- | ------ | ----- | -------- | ------- | -------- | -------- | ----- |

### Vegetació
La vegetació de les Illes Balears té característiques netament mediterrànies des de la plana fins als cims més alts. Pel que fa a la flora comprèn unes 1.300 espècies de plantes vasculars de les quals el 65% són d'àrea mediterrània amb un percentatge de tàxons endèmics del 3,4% mentre que les plantes de distribució medioeuropea representen menys del 5% del total de plantes A les Balears pràcticament no hi ha espècies caducifòlies, els roures que hi creixen es creu que no són autòctons sinó d'origen antròpic.
La vegetació actual té un 33% de conreus i un 45% de terreny forestal; hi dominen les successions secundàries com les pinedes de pi blanc (Pinus halepensis) i les màquies i garrigues. La vegetació potencial a la Serra de Tramuntana de Mallorca per sobre dels 1.100-1.200 m d'altitud és u tipus Teucrium subspinosi amb l'eixorba-rates blanc.
A Mallorca i Menorca potencialment el territori estaria ocupat per Cyclamini-Quercetum ilicis amb pa porcí i alzina, mentre que en llocs una mica salinitzat pel vent de tramuntana s'hi fan claps de Prasio Oleetum (ullastrar menorquí).
El domini de vegetació Cnero-ceratonietum és una màquia amb olivella i garrofer a més d'altres plantes.
Finalment el domini Cneoro-Pistacietum amb olivella i mata mentre que el tipus Rosmarino-Ericion conté romer, xipell, etc., acompanyats de pi blanc i savina (Juniperus phoenicia var. lycia)

### Fauna
Entre la fauna antiga ja extinta, el Myotragus balearicus va arribar a conviure amb l'home i a ser, com a mínim semidomesticat. El darrer vell marí fou abatut a trets l'any 1958. L'àguila reial va desaparèixer a finals del segle xx.
Espècies interessant d'amfibis són el calàpet (Bufo viridis balearica) que és una subespècie endèmica. i l'emblemàtic ferreret (Alytes muletensis) que és una espècie endèmica amb un descobriment d'història apassionant.
D'ocells n'hi ha unes 300 espècies de les quals unes 130 són migradores. Entre les aus de mida gran que només es troben a la Serra de Tramuntana o hi tenen la seva localitat més important, destaquen el voltor negre, (Aegypius monachus) la milana (Milvus milvus) el falcó marí (Falco eleonorae) l'àguila pescadora (Pandion haliaetus) o el corb (Corvus corax)
Cal fer esment a una espècie endèmica com és la baldriga pufí baleàrica.
Entre els mamífers destaca l'absència de l'esquirol. La majoria de mamífers són de distribució europea però l'eriçó (Erinaceus albirus) és d'origen africà.
La fauna de Formentera és més pobra que la de la resta de les illes poblades de les Balears però també té endemismes.

### Sòls
El sòl de les Balears és un sòl jove poc evolucionat i, per tant, relativament prim especialment a les àrees de relleu accidentat com són les Serres de Tramuntana, de Llevant i les zones muntanyoses d'Eivissa. Es tracta d'un sòl calcari amb dolomia i marga de reacció bàsica. A la zona del nord de Menorca, en canvi, hi abunden els materials silicis que tenen una reacció àcida. Les condicions climàtiques actuals no en permeten una evolució més gran. Les calcàries i les dolomies s'alteren més lentament i no afavoreixen el desenvolupament de sòls profunds. A l'est de Mallorca hi ha sòls del tipus leptosòl i arenosòl que són sòls prims i d'estructura sorrenca amb perill d'erosió si no es prenen mesures.
A les parts més planeres de les illes es pot formar un sòl més evolucionat com passa a Es Raiguer, Sa Pobla, Muro i es Pla de Sant Jordi, a Mallorca.
El sòl menys evolucionat es troba en zones humides com s'Albufera d'Alcúdia o es Salobrar de Campos, a Mallorca; ses Salines, a Eivissa i Formentera; es Grau, a Menorca, i també a les illes petites deshabitades.

### Paleogeografia

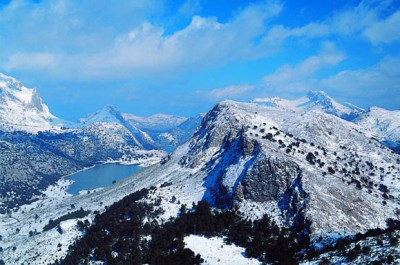
Serra de Tramuntana

L'origen geològic de les Illes Balears, exceptuant part de Menorca, ha de ser entès com una continuació al mar de les serralades Bètiques. Al secundari es van acumulant al mar sediments procedents del massís hespèric al geosinclinal bètico-rifeny, que són aixecats i elevats durant el plegament alpí. Així, Mallorca i les Pitiüses presenten clarament una disposició SO-NE. A més, les muntanyes d'ambdues illes s'encavalquen en aquesta mateixa direcció i presenten gran multitud de materials secundaris, especialment calcaris. Aquests materials calcaris són responsables del modelat càrstic de les serres mallorquines i de gairebé tota Eivissa, amb canons i importants coves i aqüífers. Posteriorment, entre el Terciari i el Quaternari, apareixen per sedimentació els plans, tant Es Pla de Mallorca com els altres petits plans de les dues illes. L'origen geològic de Menorca és discutit. Menorca s'ha de dividir en dues parts, Tramuntana i Migjorn, on la part de Tramuntana està formada per materials primaris i el Migjorn per materials secundaris i terciaris igual que Mallorca i les Pitiüses. Alguns geòlegs lliguen la Tramuntana menorquina a les serralades litorals catalanes, si bé hi ha altres hipòtesis i encara no hi ha conclusions clares. El fet que la Tramuntana menorquina estigui formada per materials primaris explica el seu litoral desigual, que alterna grans caps amb grans ports naturals. Al Terciari es forma Formentera, formada essencialment per dos massissos de sediments (Cap de Barbaria i la Mola) units per un cordó de dunes litificat.
Al Quaternari Gimnèsies i Pitiüses han tingut una història geogràfica diferent. Durant les glaciacions del quaternari, a causa de l'acumulació de l'aigua en forma de glaç en els casquets polars i a les grans serralades, mars i oceans van baixar de nivell. Això va donar que s'unissin Menorca i Mallorca per un cantó, i Eivissa i Formentera per l'altre. Totes les faunes i flores aleshores es van barrejar però entre la Gran Gimnèsia i la Gran Pitiüsa no va ser així perquè va romandre un canal marí de més de 70 km, infranquejable per la fauna terrestre.
La menor mida de la Gran Gimnèsia (2000 km²) i un clima més àrid (300 mm) va provocar l'extinció de la fauna terrestre i la manca de poblaments vegetals arboris notables.

## Geografia de l'Alguer i el Carxe
L'Alguer és una ciutat situada a Sardenya (Itàlia), al nord-oest de l'illa, a la província de Sàsser. El Carxe és una serra de 1.371 metres d'altura i que dona nom a una zona dels municipis murcians de Iecla i Jumella a l'Altiplà i Favanella a l'Oriental on es parla valencià/català de forma continuada des del segle xix. També és el nom de la partida menys xicoteta d'aquesta zona. Té una superfície de 310 km², una porció del qual forma part del parc regional "Serra del Carxe".

## Vegetació dels Països Catalans

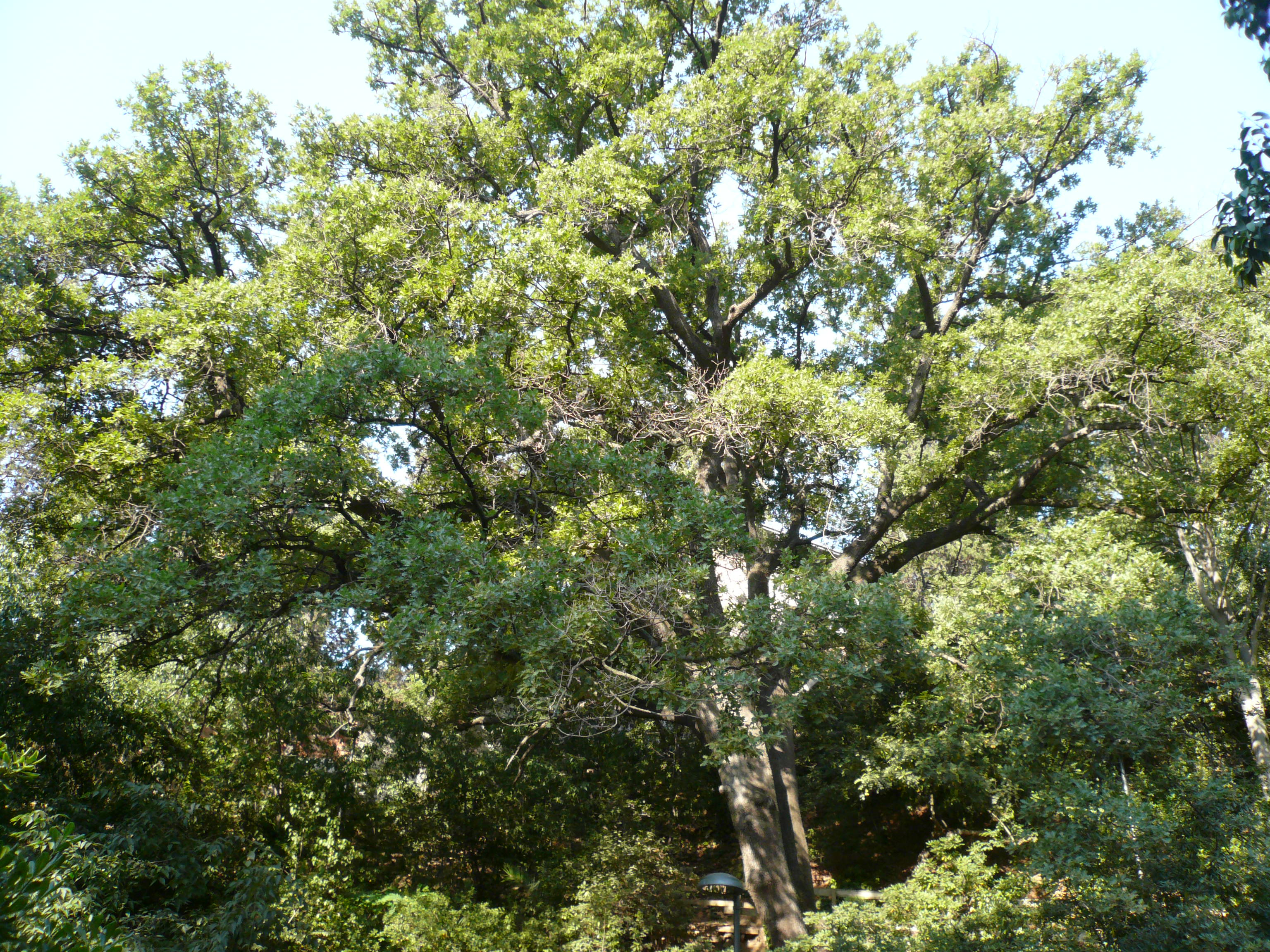
Roureda a la Font del Racó (Barcelona)

La vegetació dels Països Catalans comprèn la cobertura vegetal, tant l'espontània com la conreada, d'aquest territori que ocupa una superfície d'uns 70.000 km². Hi domina el clima mediterrani amb més o menys continentalització i localment els climes de muntanya. Actualment la vegetació basada en la flora mediterrània constitueix l'element autòcton principal en una gran part del territori. Respecte a la vegetació conreada, hi ha un cert equilibri entre les espècies herbàcies i les llenyoses.

## Fauna dels Països Catalans

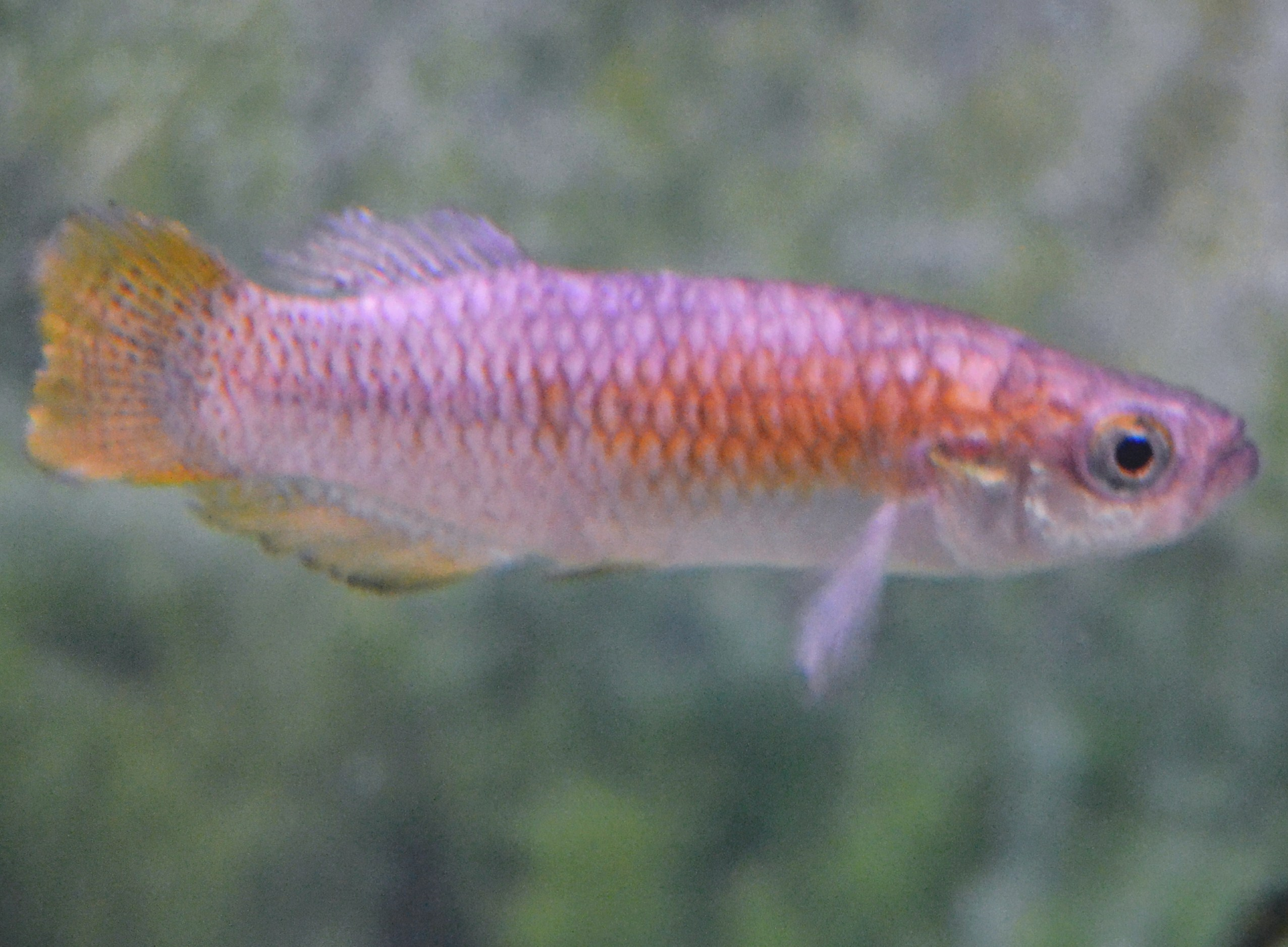
El samaruc, un peix endèmic

La fauna dels Països Catalans es caracteritza per una diversitat de tàxons més gran que en les zones properes, ja que aquest territori es troba en una zona de confluència de continents. A més la menor densitat relativa de població humana i, també de forma relativa, el menor grau d'influència humana i d'urbanització ha jugat a favor de la biodiversitat faunística.
L'arribada i establiment d'animals a aquest territori ha tingut diversos orígens: espècies provinents del continent africà, espècies de la resta d'Europa i espècies que venen de l'orient de la Mediterrània. En alguns casos aquestes espècies nouvingudes han hagut d'evolucionar de manera força aïllada, ja que s'han trobat amb un clima i característiques geogràfiques molt especials: serralades, rius i valls, el mar Mediterrani que han fet de barrera i potencien els endemismes.
Catalunya i la Franja de Ponent tenen una bona part del territori situat a l'Alta muntanya on la flora i la fauna tenen moltes particularitats de la mateixa manera que hi ha zones de molt alta i molt baixa pluviometria amb la fauna diferenciada que hi correspon.
Al País valencià amb gran diversitat d'hàbitats incloent la marjal, hi ha una gran riquesa d'espècies de mol·luscs, crustacis aràcnids insectes i vertebrats: Hi ha unes 24 espècies de rèptils, 252 espècies d'aus i 61 de mamífers.
La fauna vertebrada insular de les Balears abans de l'arribada dels humans es componia d'un conjunt molt reduït d'espècies, sota condicions evolutives ben particulars, bàsicament d'absència de vertebrats depredadors. La insularitat ha estat un element atractiu per a l'estudi de les biotes. L'arxiduc Lluís Salvador Habsburg-Lorena, a final del segle xix va estudiar la fauna de les Illes Balears on per exemple, la família dels coleòpters Tenebrionidae compta amb el 65% d'endemismes.